# Neckar-Enz-Stellung

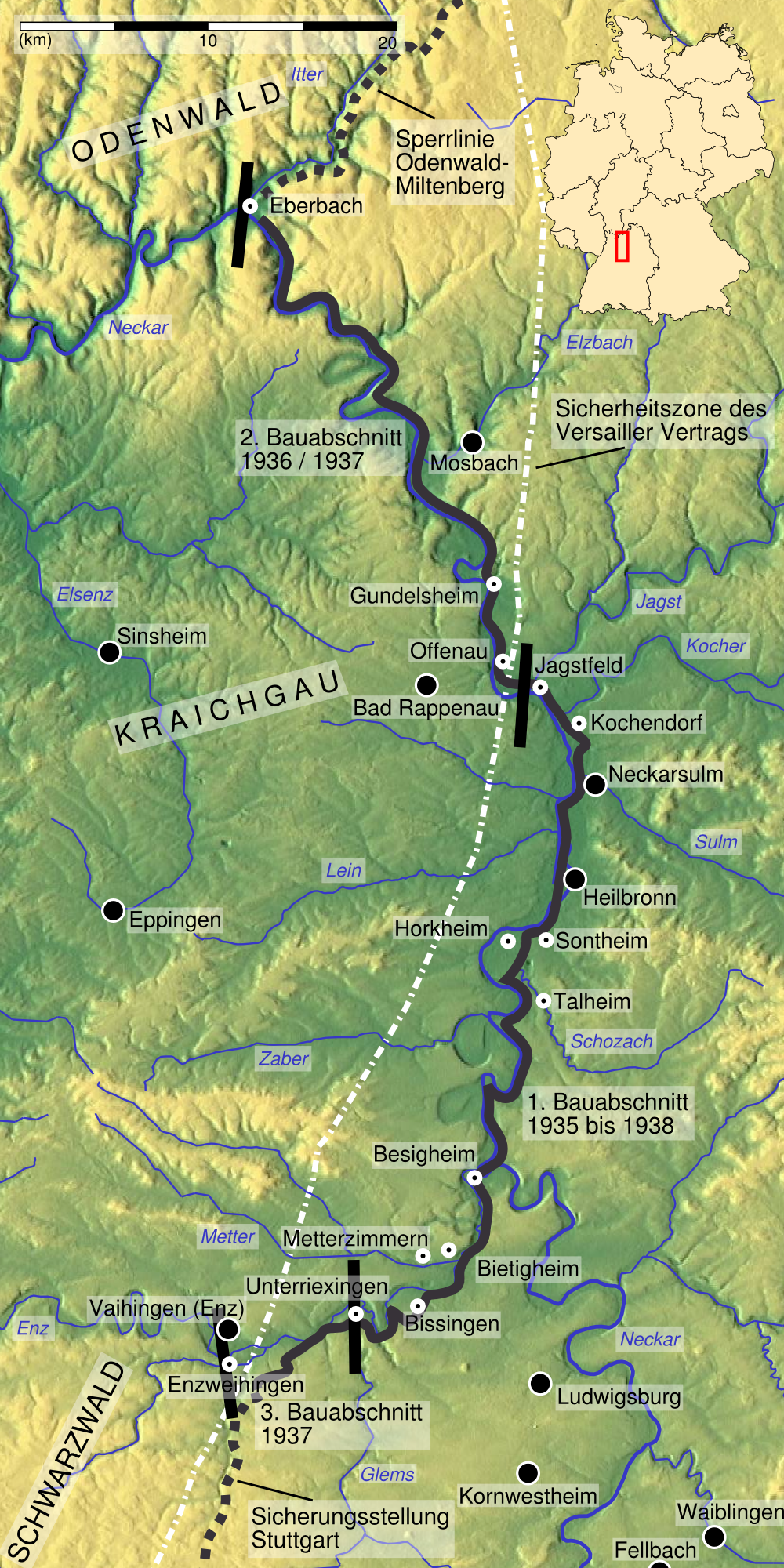
Verlauf der Neckar-Enz-Stellung

Die Neckar-Enz-Stellung war eine vom Deutschen Reich zwischen 1935 und 1938 errichtete Festungslinie in Baden und Württemberg. Sie verlief von Eberbach nach Besigheim entlang des Neckars und von Besigheim bis Enzweihingen entlang der Enz, erstreckte sich über 86 km und umfasste 450 Bunker. Die Baukosten betrugen 12 bis 15 Millionen Reichsmark.
Sie sollte einen Angriff französischer Truppen über den Kraichgau aufhalten und ihnen den Weg ins deutsche Hinterland versperren. Nach der vertraglichen Festigung eines französischen und tschechoslowakischen Bündnisses 1935 sollten dieses Bauwerk, die Wetterau-Main-Tauber-Stellung und die bayerisch-tschechische Grenzstellung Selb–Eslarn gemeinsam verhindern, dass im Rahmen einer militärischen Auseinandersetzung den gegnerischen Truppen eine schnelle Vereinigung und damit die Abschnürung Süddeutschlands gelingt.
Mit der Errichtung des wesentlich größeren Westwalls 1938–1940 wurde die Stellung zu einer zweiten Befestigungslinie. Zum Ende des Zweiten Weltkriegs erfüllte die Stellung in beschränktem Umfang ihre Funktion und ermöglichte es der Wehrmacht, die alliierte Eroberung Süddeutschlands um zwölf Tage hinauszuzögern.

## Vorgeschichte

### Friedensvertrag von Versailles

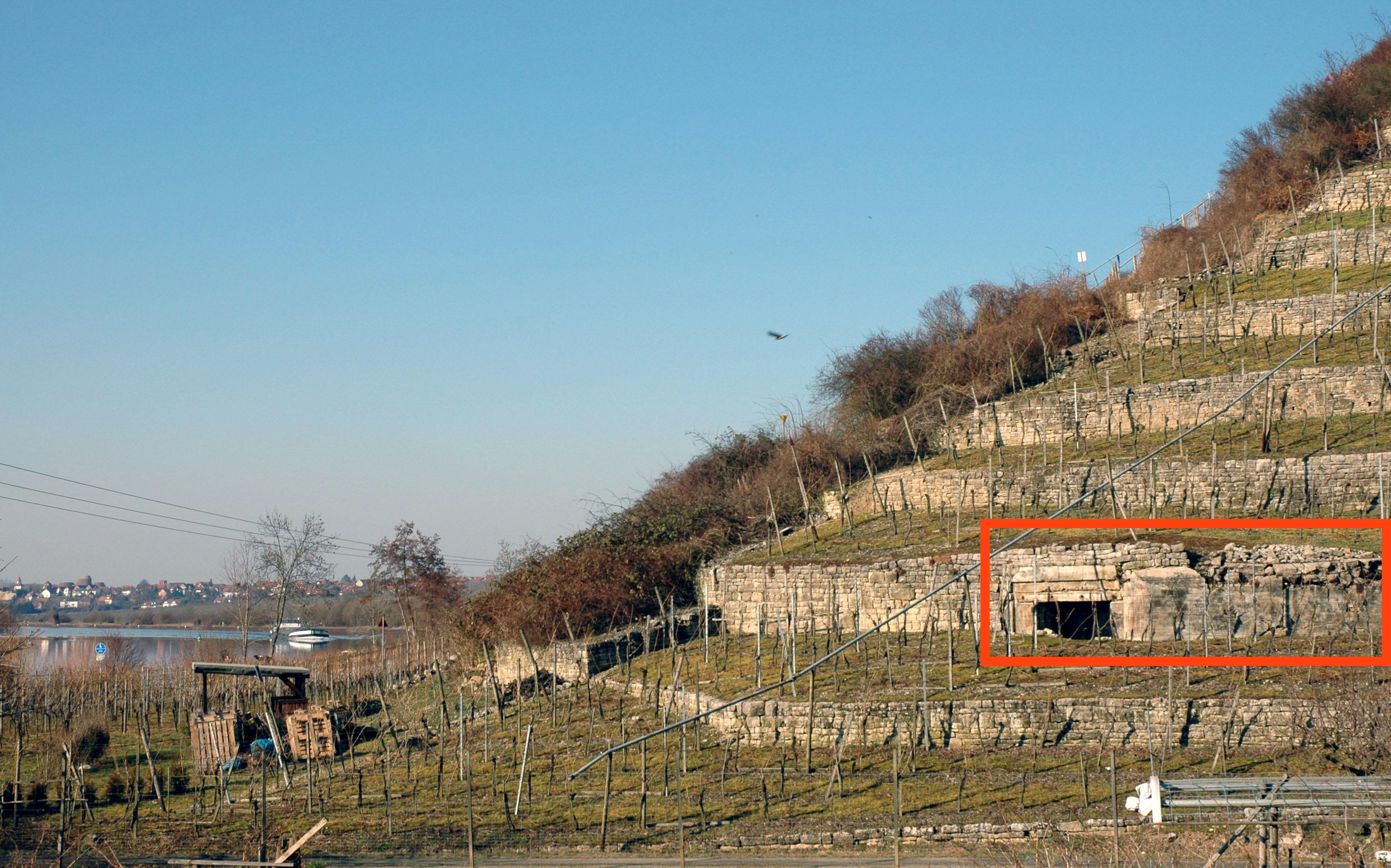
Unterhalb des Krappenfelsens bei Lauffen am Neckar, orange markiert: Ruine des hinter einer Weinbergmauer versteckten Bunkers 266 (Feb. 2008)

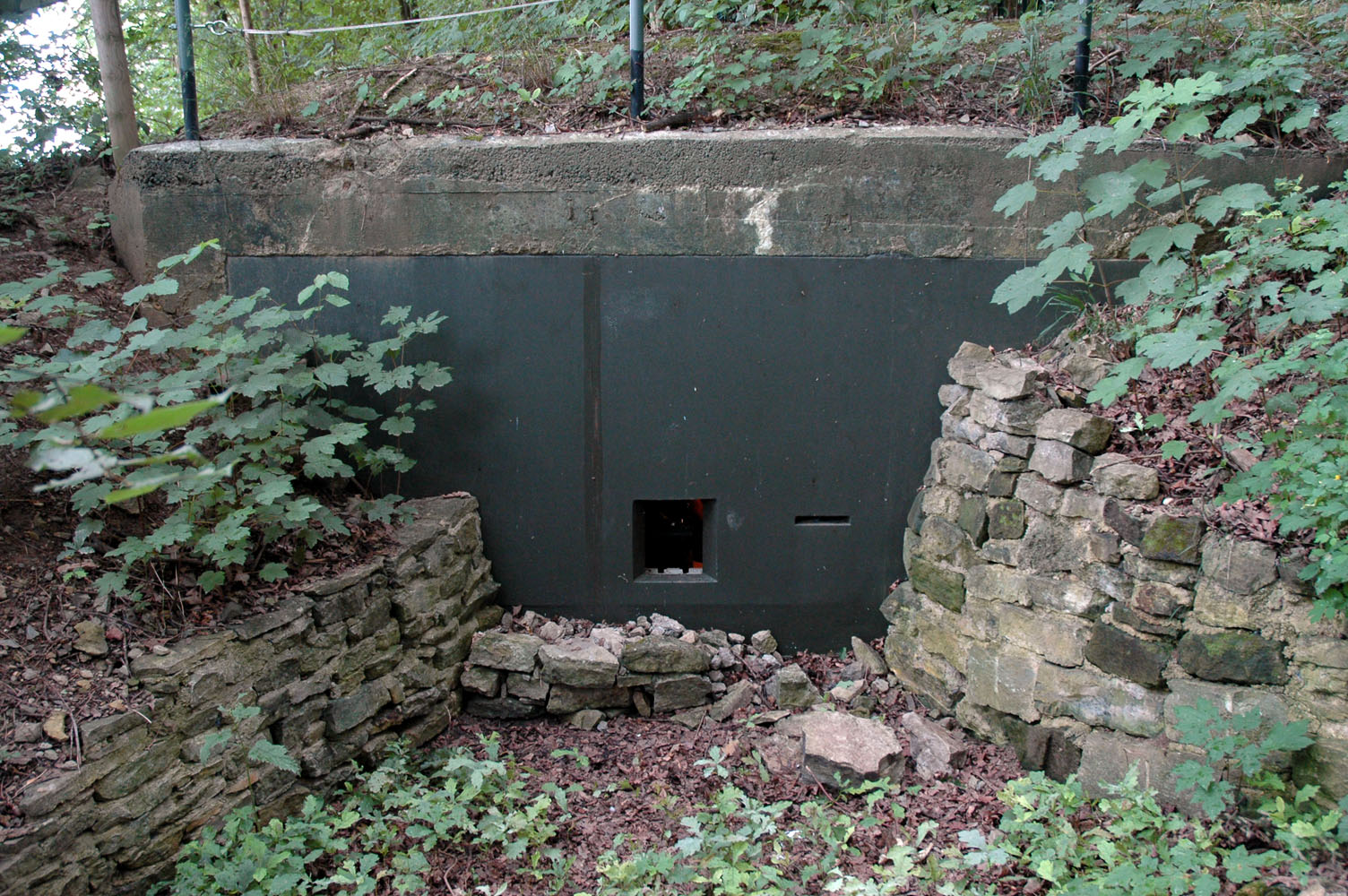
MG-Scharte des heutigen Museumsbunkers 346 in Bissingen

Der Friedensvertrag von Versailles, den das Deutsche Reich am 28. Juni 1919 nach dem Ersten Weltkrieg unterzeichnete, beschnitt die Verteidigungsfähigkeit Deutschlands erheblich. So beschränkte er das Heer der Reichswehr auf eine Stärke von 100.000 Mann und verbot die Beschaffung und Unterhaltung von schweren Waffen wie Panzern oder Flugzeugen. Darüber hinaus untersagte der Vertrag den Aufbau und die Unterhaltung von militärischen Verbänden und von Befestigungsanlagen westlich und 50 Kilometer östlich des Rheins. Die Festungen Köln (Festungsring Köln) und Germersheim (Festung Germersheim) sowie der Isteiner Klotz mussten geschleift werden. Französische Streitkräfte besetzten das linke Rheinufer. Durch diese Maßnahmen erreichte Frankreich militärische Sicherheit: Die Besetzung des Rheinlands und die entmilitarisierte Zone östlich des Rheins sollten im Falle eines militärischen Konflikts eine Pufferzone auf deutschem Boden schaffen.

### Weimarer Republik
Bald nach Gründung der Weimarer Republik stellte das deutsche Militär erste Überlegungen für eine Strategie zum Schutz des Deutschen Reichs an. Spätestens durch die Ruhrbesetzung 1923 wurde das Bedrohungspotential für einen Angriff aus dem Westen offenbar, zudem stärkte der Konflikt die Macht des Militärs innerhalb der deutschen Politik. Das Reichswehrministerium kam zu dem Schluss, dass die neuen deutschen Grenzen – bedingt durch die Änderungen am Grenzverlauf und durch die entmilitarisierten Zonen – ungleich schwerer zu verteidigen seien als die alten. Zudem musste wegen der Beschränkungen des Versailler Vertrags von einer materiellen und personellen Überlegenheit des Gegners ausgegangen werden; Frankreich, Polen und die Tschechoslowakei galten in der damaligen Zeit als starke Militärmächte.
Daher reifte innerhalb der Reichswehr die Ansicht, dass sich eine Landesverteidigung für das Deutsche Reich an den gegebenen Randbedingungen orientieren müsse, anstatt traditionelle Konzepte zu verfolgen, wie sie der damalige Chef der Heeresleitung, General von Seeckt, vertrat. Ein Vordenker war der damalige Chef der Heeres-Organisationsleitung im Truppenamt, Oberstleutnant Joachim von Stülpnagel, Autor der Denkschrift Gedanken über den Krieg der Zukunft vom 26. Februar 1924.
In diesem Sinne plante die Heeresabteilung T 1 I B des Truppenamts 1924 und 1925 Widerstandszonen entlang der 50-km-Zone. Im Falle eines Angriffs sollten die Gefechte auf strategischem und operativem Weg gezielt in diese vorbereiteten Gebiete gelenkt werden, um den Gegner dort möglichst früh in verlustreiche Kämpfe zu verwickeln. Durch diese „strategische Defensive“ oder auch „operatives und strategisches Hinhalten“ hielt es das Heer damals für möglich, einem überlegenen Gegner über längere Zeit Widerstand leisten zu können. Aus den Stellungskriegen im Ersten Weltkrieg verfügte das Heer zudem über umfangreiche Erfahrungen mit dem Konzept der Stellung. Bis Dezember 1925 vervollständigte das Heer die Planungen um Vorgaben für Taktik, Organisation, Technik und Operation: So sollten die Widerstandszonen in vorderer Linie von Eisenbeton-Unterständen für Maschinengewehre und Artillerie aus verteidigt werden. In der Tiefe der Zonen sollten Hindernisse, Sperranlagen und weitere Befestigungen ein Vorwärtskommen des Angreifers verhindern. Eine solche Widerstandszone sollte ihren Ausgang bei Coesfeld nehmen, westlich und südlich von Münster und weiter über Fritzlar, Gießen, Nidda, Gelnhausen, Mosbach, Heilbronn, Pforzheim, Rottweil bis nach Fützen verlaufen. Eine zusätzliche Zone sollte weiter im Landesinneren eingerichtet werden. Die erste Linie nahm damit den Verlauf der Wetterau-Main-Tauber- und der Neckar-Enz-Stellung vorweg.
Da die Reichsregierung, namentlich Außenminister Gustav Stresemann, um eine Verständigung mit Frankreich und um eine Revision des Versailler Vertrags bemüht war, versuchte die Politik in der Zeit nach 1925 jegliche militärische Provokation zu vermeiden. So verließen die Widerstandszonen vorerst nicht das Planungsstadium. Das Pariser Abkommen vom 31. Januar 1927 als Zusatzprotokoll zum Versailler Vertrag gestattete Deutschland erstmals den Bau leichter Festungen. Zuvor hatte die Interalliierte Militär-Kontrollkommission (IMKK) genauestens über die Einhaltung der Verbote gewacht. Die Emanzipation führte während der großen Koalition unter Reichskanzler Müller zum ersten Rüstungsprogramm der Weimarer Republik von 1929 bis 1932. In dessen Rahmen entstanden an den Ostgrenzen Ende der 1920er Jahre einfache Sumpf- und Wasserhindernisse. 1931 erfolgte die Befestigung des Heilsberger Dreiecks südwestlich von Königsberg. Entlang der westlichen Grenzen wurden nur einfache Maßnahmen umgesetzt, beispielsweise wichtige Durchgangsstraßen mit Sprengkammern versehen, Schlagbäume verstärkt und Grenzschutzeinheiten gebildet.
Im Februar 1932 begann die Genfer Abrüstungskonferenz. Das Deutsche Reich forderte eine militärische Gleichberechtigung und die Aufhebung der militärischen Bestimmungen des Versailler Vertrags.

### NS-Deutschland
Ab dem 14. Oktober 1933 nahmen die Vertreter des Deutschen Reiches nicht mehr an den Verhandlungen der Genfer Abrüstungskonferenz teil und Deutschland verließ zudem fünf Tage später den Völkerbund. Nach der „Machtergreifung“ war es nun das Ziel Hitlers, die militärische Gleichstellung im Alleingang zu erreichen. Für die neue Militärpolitik fernab internationaler Abkommen bildete das Zweite Rüstungsprogramm von 1933 bis 1938 die Grundlage. Es sah unter anderem den Bau von Landesbefestigungen vor.
Durch den am 2. Mai 1935 unterzeichneten französisch-sowjetischen Beistandsvertrag und den Vertrag zwischen der Tschechoslowakei und der UdSSR sah das Truppen- bzw. Wehrmachtsamt durch einen französischen Vorstoß zum Main und eine schnelle Vereinigung mit der tschechoslowakischen Armee die Gefahr einer Abschnürung Süddeutschlands vom Kernland. Nach wie vor gab es mit Frankreich große politische Spannungen. Die französische Armee galt als sehr modern und war der deutschen weit überlegen. Bedrohungsszenario war ein Überraschungsangriff, gedeckt durch die Maginot-Linie. Zu Beginn seiner Herrschaft wollte Adolf Hitler keinen Konflikt mit den Westmächten durch einen Bruch des Versailler Vertrags mit einer Befestigung der deutsch-französischen Grenze provozieren. Aus einer militärischen Auseinandersetzung wäre das noch schwache Heer wohl als Verlierer hervorgegangen.

## Errichtung

### Planung und Erkundung

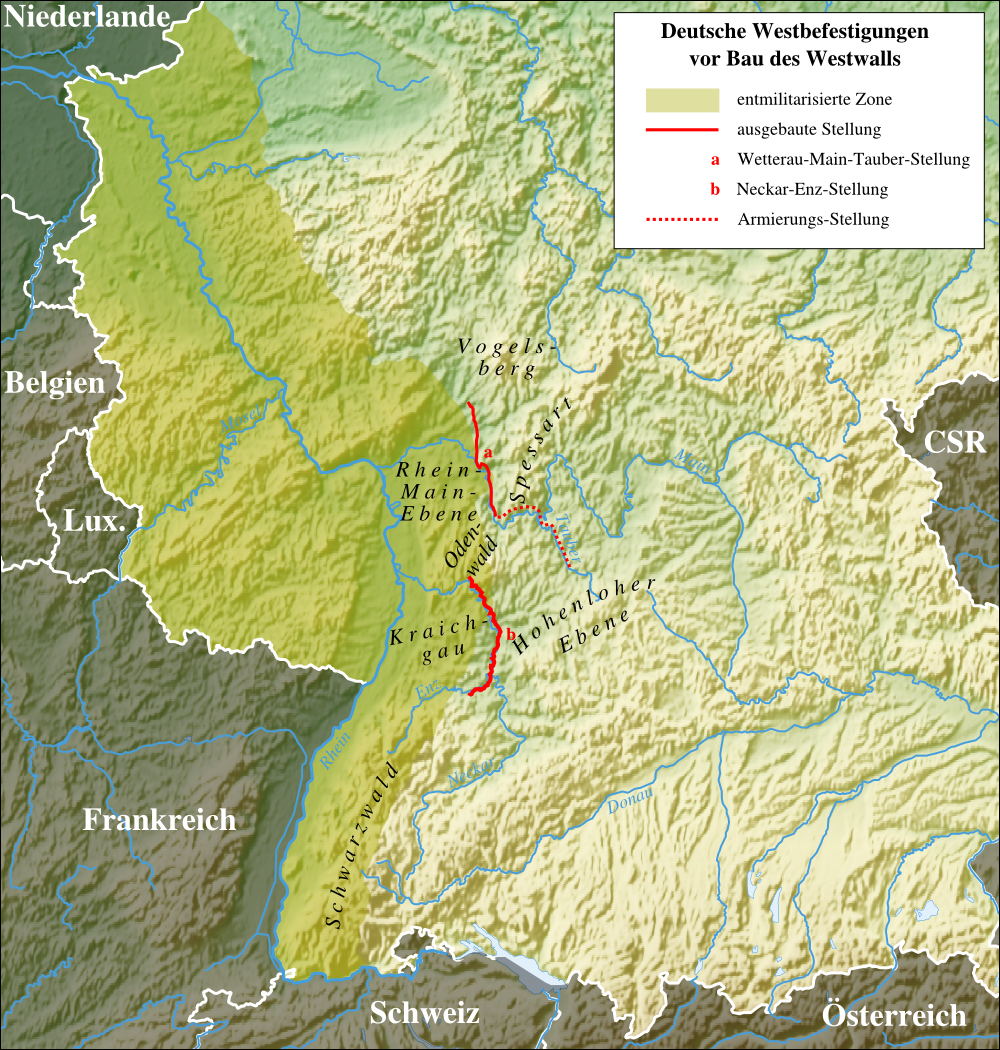
Strategische Lage der Wetterau-Main-Tauber- und der Neckar-Enz-Stellung

1933 nahm die Inspektion der Festungen (In Fest) beim Chef der Heeresleitung, ab 1935 Oberkommando des Heeres (OKH) die Arbeiten für einen Gesamtplan zur Landesbefestigung des Deutschen Reichs auf. Die In Fest erachtete im Krisenfall einen Durchbruch über die Rhein-Main-Ebene oder über den Kraichgau, das Jagsttal und die Hohenloher Ebene für wahrscheinlich. Über die Wetterau-Main-Tauber-Stellung (WMTS) zwischen Büdingen und Klingenberg am Main und die Neckar-Enz-Stellung zwischen Eberbach und Enzweihingen, beide direkt östlich der nach wie vor von Hitler respektierten 50-km-Zone des Versailler Vertrags gelegen, sollten diese beiden historischen Einfallstore durch Sperrstellungen abgesichert werden. Ein französischer Angriff über den Schwarzwald oder den Odenwald wurde für weniger plausibel erachtet. Zusätzlich sollte die bayerisch-tschechische Grenzstellung alle Durchgangsstraßen im Bayerischen Wald gegen einen Durchmarsch aus dem Osten absperren.
Am 9. Oktober 1934 erging durch den Leiter der In Fest, Inspekteur Otto-Wilhelm Förster, der Befehl zur Erkundung der Neckar-Enz-Stellung. Die Aufgabe lautete:

„…die Abwehrkraft der zum Einsatz kommenden Truppen zu verstärken, um sie zu einer möglichst langen und wirksamen Abwehr eines überlegenen Gegners zu befähigen. Die Stellungen außerhalb der entmilitarisierten Zone sind in den operativ bedeutsamen Abschnitten ständig auszubauen, wodurch der Gegner zum Einsatz entsprechend stärkerer Angriffsmittel gezwungen wird.“

Ab Oktober 1934 wurde die Neckar-Enz-Stellung auf ihrer vollen Länge erkundet. Da sich die nördlichen und die südlichen Ausläufer zwischen dem Michaelsberg und Eberbach beziehungsweise zwischen Unterriexingen und Enzweihingen innerhalb der 50-km-Zone befanden, stellte dies bereits einen Bruch des Versailler Vertrags dar. Mit dem Befehl für den Sicherheitsausbau der Neckar-Enz-Stellung vom 18. Januar 1935 ordnete die In Fest den ersten Ausbau der Stellung an und gab für den gesamten Ausbau Mittel in Höhe von 15 Millionen Reichsmark frei, die jedoch ab 16. März auf 13 Millionen gekürzt wurden. Als Folge konnten 10 Prozent der geplanten Bauten nicht realisiert werden. Es entstanden die Festungs-Inspektion V mit den Festungsbaugruppen Heilbronn I (verantwortlich für den Abschnitt Jagstfeld–Schozach-Mündung), Heilbronn II (Schozach-Mündung–Besigheim) und Ludwigsburg (Besigheim–Unterriexingen), die späteren Festungspionierstäbe 10, 11 und 12. Sie erkundeten die Standorte für Bunker, legten die Details der Anlage fest und koordinierten und überwachten den Bau.

### Bau

#### Außerhalb der 50-km-Zone
1935 wurden die Bauarbeiten für den 45 Kilometer breiten Bauabschnitt I zwischen Jagstfeld und Unterriexingen, der sich vollständig außerhalb der 50-km-Zone des Versailler Vertrags befand, aufgenommen. Der Sicherheitsausbau, der bis 1936 dauerte, umfasste den Bau von zwei Dritteln aller geplanten Bunker, ein durchgehendes Flächendrahthindernis, Panzerhindernisse und den Bau und die Ausstattung von Armierungsschuppen. Entlang der Flüsse entstanden drei bis vier Bunker pro Kilometer, um frühzeitig eine Verteidigungsbereitschaft zu erreichen. Von 1936 bis 1937 und von 1937 bis 1938 erfolgte der Verstärkungsausbau: In der Tiefe der Stellung entstanden pro Kilometer zwei bis drei Bunker, und das Kommunikationsnetz wurde erweitert. Der anschließende Armierungsausbau umfasste das Zwischenfeld und die Vervollständigung der Hindernisse.

#### Innerhalb der 50-km-Zone

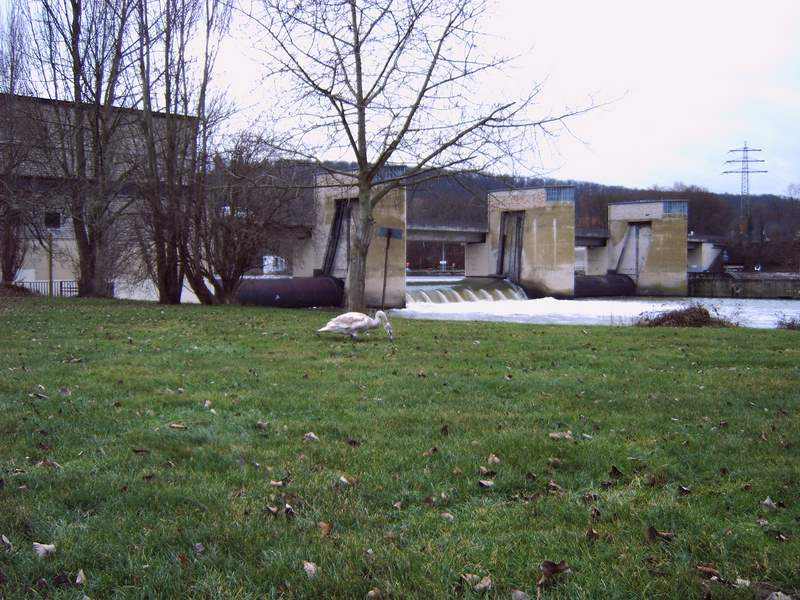
Staustufe Gundelsheim

Obwohl Gundelsheim innerhalb der 50-km-Zone lag, wurde bereits 1935 beim Bau der dortigen Staustufe für die Neckarkanalisierung eine umfangreiche Bunkeranlage mit einer Besatzung von 26 Mann eingerichtet. Offiziell wurden diese Kampfbunker als zivile Luftschutzbauten deklariert. In einem Schreiben hieß es damals: „… Die dadurch bedingte Überschreitung der 50-km-Grenze um etwa 1000 m ist nach Auffassung des Herrn Reichswehrministers, der sich den Entscheid hierfür noch vorbehalten hat, unbedenklich. …“
Nach dem weiteren Bruch des Versailler Vertrags durch die Besetzung des Rheinlands am 7. März 1936 wurde der Weiterbau nach Norden und nach Südwesten angeordnet: Zuerst wurde die Stellung mit dem Abschnitt II um acht Kilometer entlang des Neckars bis Gundelsheim verlängert, ebenso der Abschnitt III um drei Kilometer entlang der Enz bis Oberriexingen. 1937 folgte die Verlängerung des Abschnitts II von Gundelsheim bis nach Neckargerach und des Abschnitts III von Oberriexingen bis nach Enzweihingen im Sicherheitsausbau. Der nördliche Abschnitt Neckargerach–Eberbach wurde 1937 stützpunktartig ausgebaut. Damit erreichte die Neckar-Enz-Stellung ihre volle Länge von 86 Kilometern. Zum Ende des Ausbaus Anfang 1938 umfasste sie insgesamt 450 Bauten. Abgesehen von einem nachträglich bewilligten Hohlgangsystem unter dem Hohberg bei Unterriexingen und fünf Sechs-Scharten-Panzertürmen entsprachen alle Bauwerke weitgehend den ursprünglichen Planungen.
1936 begann der Bau der WMTS und der bayerisch-tschechischen Grenzstellung. Als Bindeglied zwischen der WMTS und der Neckar-Enz-Stellung wurde die schwach ausgebaute Sperrlinie Odenwald–Miltenberg für einen Armierungsausbau erkundet. Die Pläne über Lage und Bau wurden vorbereitet, aber nicht vollzogen. Als Mobilmachungsstellung sollte sie im Verteidigungsfall schnell errichtet werden. Südlich schloss sich als Mobilmachungsstellung die Sicherungsstellung Stuttgart an, die sichelförmig über Weil der Stadt um Stuttgart herum bis nach Waldenbuch reichte. 1937 wurde zusätzlich eine Feldstellung von Enzweihingen entlang der Enz zur Schwarzwald-Kamm-Stellung bei Neuenbürg erkundet.

### Baulogistik
Bevor mit dem Bau eines Bunkers begonnen werden konnte, musste die In Fest zunächst den benötigten Grund erwerben. Da Planung, Erkundung und Bau geheime Kommandosache waren, kamen ein Kauf oder eine Enteignung nicht in Frage, da der Eigentümerwechsel über das Grundbuch einsehbar gewesen wäre. Daher mussten die Eigentümer den Bau der Anlagen nach dem Schutzbereichsgesetz und dem Gesetz über die Landbeschaffung für die Zwecke der Wehrmacht dulden und erhielten dafür eine Entschädigung. Die Festungsinspektionen vergaben die Bauarbeiten in Losen an verschiedene Bauunternehmen, die zur Geheimhaltung verpflichtet wurden. Die Bauten der Stellung entstanden hinter Sichtschutzwänden, bis die Tarnung fertig gestellt war. Gegen Luftaufklärung wurde der Luftraum überwacht.
Die Qualitätsanforderungen waren sehr hoch, regelmäßig wurden Betonproben entnommen und untersucht. Jeder Teilbauabschnitt (wie Fundament, Schalung, Bewehrung oder Betonierung) wurde einzeln geprüft und abgenommen, bevor weitergearbeitet werden durfte. Um spätere Schwach- und Bruchstellen zu vermeiden, musste die Betonierung in einem Zug erfolgen.
Größtes Problem bei der Herstellung stellten die tonnenschweren Panzerteile wie Panzerplatten und -kuppeln dar, für die es noch keine Produktionsmethoden gab. Dies führte zunächst zu Verzögerungen bei der Fertigstellung der Bunker. Für die örtlichen Landwirte ergab sich mit dem Transport von Baumaterialien zu den Bunkern die Möglichkeit eines Zusatzverdienstes. Aus Gründen der Geheimhaltung konnte der Transport der schweren Panzerteile zu den Baustellen nur nachts erfolgen.
Trotz aller Geheimhaltung blieb die Entstehung der Neckar-Enz-Stellung bei der Bevölkerung nicht unbemerkt, wie beispielsweise der spätere württembergisch-badische Landtagspräsident Wilhelm Keil in seinen Memoiren schrieb:

„Am 10. Oktober [1935] fällt mir auf einer Tageswanderung auf der Höhe von Besigheim eine mit Laubwerk getarnte Baustelle auf. Ahnungslos trete ich, ohne die Verbotstafel zu bemerken, näher und sehe durch die Spalten im Bretterverschlag einen im Werden begriffenen massiven Betonbau. Ein Bauaufseher bedeutet mir, dass er mich sofort verhaften könne. Aber ich sehe keinem Spion gleich und komme ohne Schaden davon. Von nun an widme ich den zahlreichen Bunkerbauten an den Neckar- und Enzhängen größere Aufmerksamkeit.“

## Taktisches Konzept

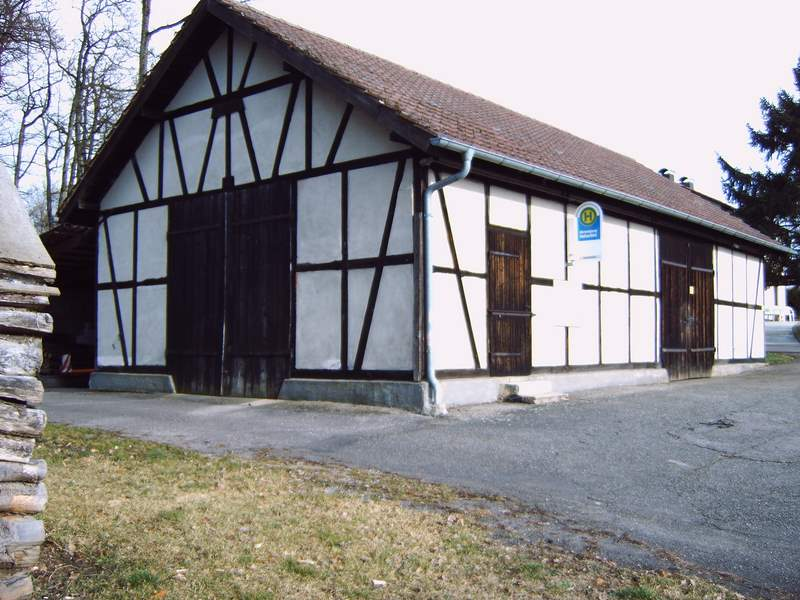
Ehemaliger Armierungsschuppen in Gundelsheim

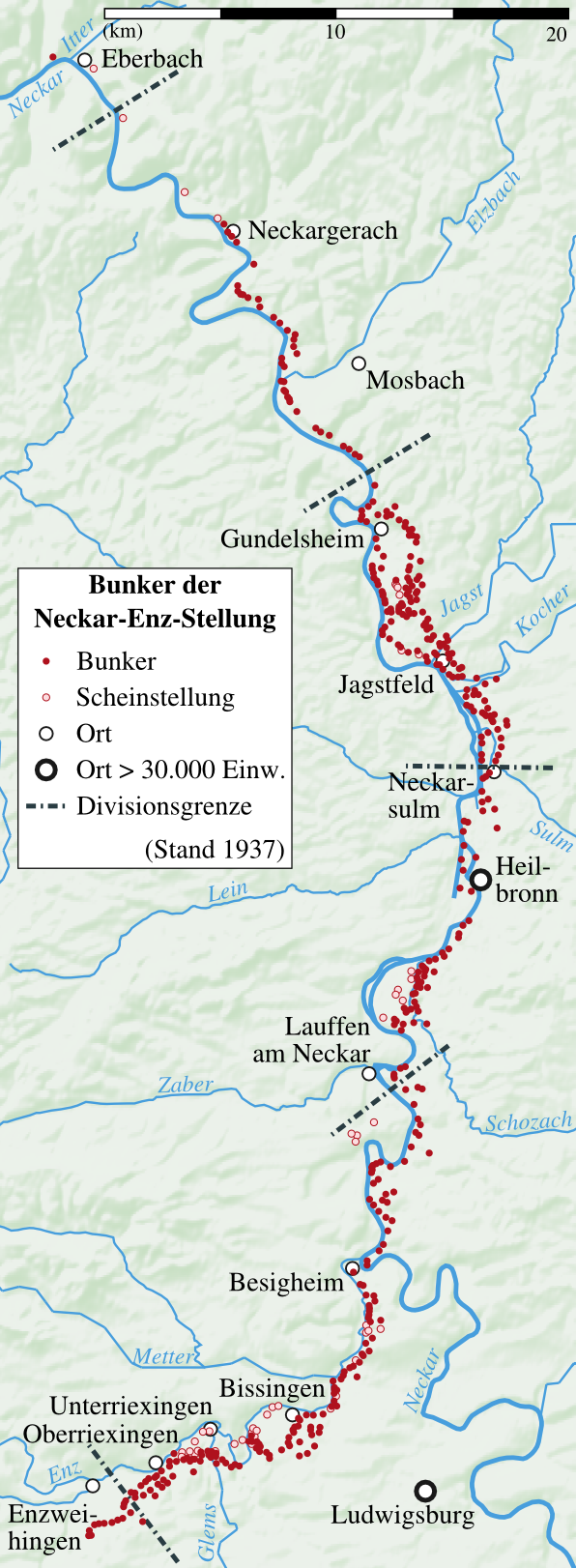
Bunker der Neckar-Enz-Stellung

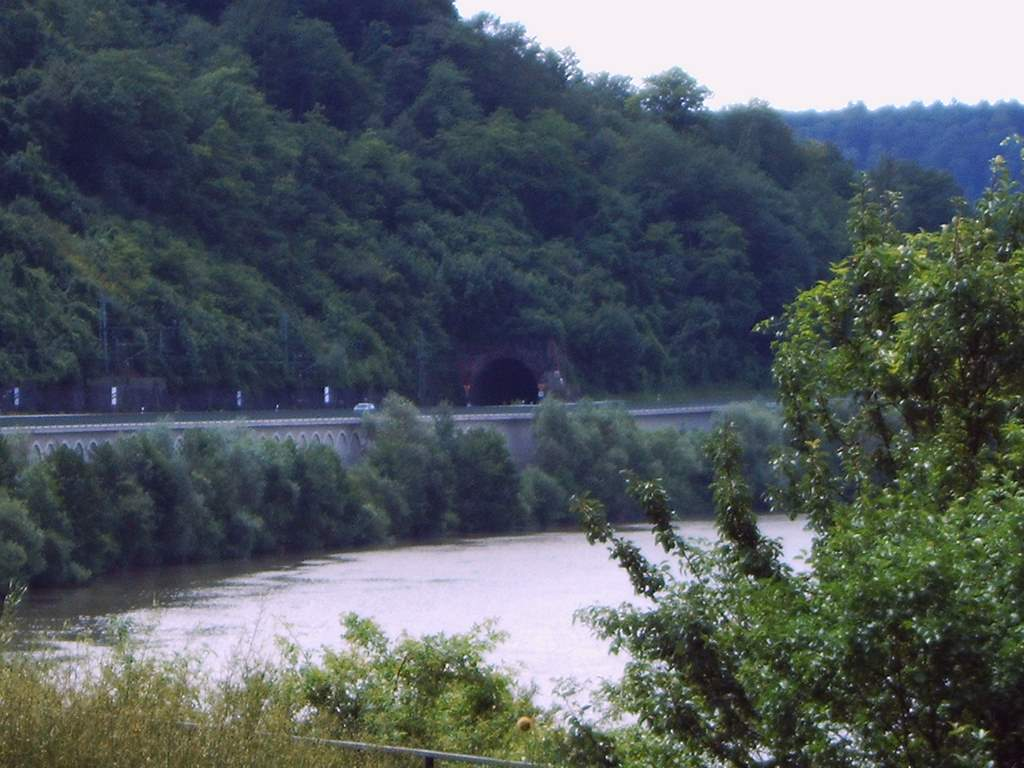
Im Böttinger Tunnel der Neckartalbahn bei Gundelsheim befand sich ein heute vermauerter, getarnter Eingang für in der Nähe liegende Bunkeranlagen

Die Neckar-Enz-Stellung beruhte auf dem Konzept der Sperrstellung. Durch einen Ausbau in die Tiefe sollte – den Planungen der 1920er Jahre zufolge – eine Widerstandszone entstehen. Mit dem nur in Teilen realisierten Verstärkungs- und Armierungsausbau erreichte die Neckar-Enz-Stellung die ursprünglich geplante Stärke eines „Festungskampffelds“ nur ansatzweise.
Eine Sperrstellung bot unter den damaligen Umständen gegenüber einer klassischen Festung mit Festungsbesatzung den Vorteil, dass sie schnell durch reguläre Feldtruppen besetzt und verteidigt werden konnte. Das durch den Versailler Vertrag auf 100.000 Mann beschränkte Heer benötigte keine besondere Ausbildung und konnte flexibel eingesetzt werden. Außerdem verfügte das Heer aus dem Ersten Weltkrieg über Erfahrungen mit entsprechenden Gefechtssituationen.
Alle wichtigen Kampfstände der Stellung waren in untereinander autarken Bunkern untergebracht. Truppen in vorbereiteten Feldstellungen vervollständigten die Verteidigung, für ihren Schutz waren verbunkerte Unterstände vorgesehen. Es gab keine feste Bewaffnung, stattdessen sollte die Stellung mit der regulären Bewaffnung der Infanterie wie dem leichten und dem schweren Maschinengewehr (lMG und sMG) verteidigt werden. Da die Neckar-Enz-Stellung erst im Rahmen einer Mobilmachung kampfbereit wurde, galt sie als „nicht-armierte Gerippestellung ständiger Bauart“. Das Gerippe bildeten dabei die Kampfbunker: MG-Stellungen mit Schartenplatten oder Panzerkuppeln, Kompaniegefechtsstände und Artillerie-Beobachtungsstände. Neben den Kampfbunkern waren Sperrstände und Scheinstellungen weitere Bauwerkstypen.
Aufgabe der Stellung war es, einen Durchbruch feindlicher Infanterie und mobiler Feldartillerie aufzuhalten. Dazu dienten die Flüsse Neckar und Enz als natürliche Panzerhindernisse. Direkt dahinter lag die Hauptkampflinie (HKL) als vordere Linie der Verteidigung. Die In Fest nahm bei der in der damaligen Zeit parallel laufenden Kanalisierung des Neckars Einfluss auf die Schifffahrtsbehörden, um die Kanäle und Kaianlagen in die Verteidigung einbeziehen zu können, die dafür mit senkrechten und beschuss-sicheren Spundwänden auszugestalten waren.
Vor der Hauptkampflinie entstand an gefährdeten Stellen von Anfang an ein Infanteriehindernis aus einem Drahtverhau. Die Kampfstände der HKL waren so angeordnet und ausgerichtet, dass das diesseitige Ufer durchgehend mittels MG-Feuer bestrichen werden konnte und somit eine geschlossene Feuerfront entlang der Hauptkampflinie entstand. Die Planung sah vor, dass sich die Bunker gegenseitig decken konnten. Wo dies nicht möglich war, sollten Kampfgruppen zu vorbereiteten Feldstellungen ausrücken. Aus Kampfständen mit MG-Scharten konnte das Feuer flankierend eröffnet werden, Stände mit Panzerkuppeln ermöglichten ein frontales Feuer. Die möglichst kleinen Bunker wurden verteilt im Gelände versteckt, um durch die geringe Angriffsfläche feindliches Feuer von spezifischen Zielen abzulenken. Hinter der HKL gelegene MG-Schartenstände erfüllten Deckungsfunktionen.
Für die Beobachtung des Kampffelds und des jenseitigen Ufers wurden Beobachtungsstellen an strategisch günstigen Stellen erkundet. Die Artilleriebeobachtung erfolgte in der Regel offen von einer Feldstellung mit einem rückwärtigen Unterstand. Bei einer besonderen Gefährdung entstanden Artillerie-Beobachtungsposten mit Panzerkuppeln und Periskop. Zugleich dienten sie auch als Beobachtungsposten für die rückwärtig zu stationierende eigene Artillerie. Hinter Waldstücken wurden zur Beobachtung auch bis zu 11 m hohe Beobachtungshochstände vorbereitet, um über Bäume sehen zu können. Für die Infanteriebeobachtung wurden Kampfbunker und Unterstände teilweise mit Kleinstglocken versehen.
Die zur Führung der Truppen notwendigen Gefechtsstände befanden sich teilweise in den Kampfbunkern, die Kompaniegefechtsstände etwas abgesetzt im Hinterland. Höhere Gefechtsstände sollten in zivilen oder feldmäßigen Unterkünften in Hinterland stationiert werden. Alle Stände waren durch ein Fernmeldenetz verbunden.
Um das Befestigungsmaterial, mit dem die Stellung im Falle einer Mobilmachung verteidigungsbereit gemacht werden sollte, in Friedenszeiten zu lagern, entstanden Armierungsschuppen. Hier lagerten Stachel- und Stolperdrähte, Pfähle und Spanische Reiter. Für den Aufbau des Materials im Verteidigungsfall gab es vorbereitete Anweisungen.
An verschiedenen Stellen entlang der Neckar-Enz-Stellung musste die Hauptkampflinie vom Flussufer zurückgesetzt werden, beispielsweise, wenn das gegenüberliegende Gelände überhöht war, so dass das diesseitige Gelände vom Gegner gut einsehbar und beherrschbar war. Dies war beispielsweise zwischen Gundelsheim und der Jagst-Mündung, am Neckarbogen bei Horkheim und an der Enz zwischen Bissingen und Unterriexingen der Fall. Hier entstanden entlang dem Flusshindernis Sperrstände (Gefechtsvorposten) zur Beobachtung des Gegners und vor der Hauptkampflinie Pfahlhindernisse und teilweise auch Panzergräben, Mauern oder Abstiche als zusätzliche Panzerhindernisse. Die Pfahlhindernisse waren 2,5 m lange und 20 bis 30 cm dicke Pfähle, die versetzt in vier Reihen in den Boden gerammt waren. Außerdem sollten Panzerabwehrkanonen (Pak) solche Bereiche flankieren. Für die Unterbringung der Pak wurden spezielle Bunker als Unterstände errichtet, der Einsatz sollte zugunsten der Flexibilität im offenen Gelände erfolgen.
Um einen stärkeren Ausbau vorzutäuschen und damit Angriffe von schwerer zu verteidigenden Abschnitten abzulenken, errichteten die Festungsbauer Scheinstellungen. Diese Bauten waren kaum getarnt, um den Gegner über die Lage der richtigen Bunker zu täuschen. Sie besaßen nur einfache Mauerscharten und konnten als Gefechtsvorposten, Wechselstellungen oder zur Beobachtung eingesetzt werden. Gelegentlich kamen sie auch als Lagerräume zum Einsatz.

## Gliederung
Für den voll ausgebauten Teil der Neckar-Enz-Stellung von Gundelsheim bis Enzweihingen war für den Verteidigungsfall eine Besetzung mit drei Infanterie-Divisionen vorgesehen, wobei sich die Divisionsgrenzen nördlich von Neckarsulm und südlich von Lauffen am Neckar befanden. Jede Division setzte sich aus drei Bataillonen zusammen, wobei jeweils zwei Bataillone die Stellung zu besetzen hatten und eines als Reserve diente. Je nach Gefährdungspotential lag die Breite der Divisionsabschnitte zwischen 15 und 23 Kilometer, die Breite der Bataillonsabschnitte zwischen 2 (bei Jagstfeld) und 8 Kilometer (bei Besigheim).
Für jeden Bataillonsabschnitt vergaben die Festungsbauer ein Buchstabenkürzel. Innerhalb eines Abschnitts wurden die Bauten von Nord nach Süd durchnummeriert: So bezeichnete Ba 2 das zweite Bauwerk des Abschnitts „Bachenau“.
Insgesamt sollte die 60 Kilometer breite Front zwischen Gundelsheim und Enzweihingen von 5220 Mann (4512 Mannschaften sowie 708 Unteroffiziere und Offiziere) verteidigt werden. Dieser Abschnitt umfasste 386 Bunker, was einer Dichte von 6,4 Bunkern und 87 Mann Besatzung pro Kilometer entsprach.
Du (Duttenberg) war der am stärksten ausgebaute Abschnitt der Neckar-Enz-Stellung, er verlief vom Obergriesheimer Berg bis zum Waldgebiet Hägle. Da die In Fest dort einen Durchmarsch von Gundelsheim durch den Lohgraben ins Jagsttal für möglich erachtete, entstanden 30 Bunker auf einer Breite von 3,5 Kilometern. Ein weiteres Beispiel für einen intensiv gesicherten Abschnitt war Ro (Rotenacker Wald) zwischen Bissingen und der Mündung des Leudelsbachs. Da das gegenüberliegende Gelände jenseits der Enz überhöht lag, wurde die Hauptkampflinie dort zurückgenommen. Auf einer Breite von 3 Kilometern entstanden 38 Bunker in einer Tiefe von bis zu 2 Kilometern. Für Bunker und Hindernisse nahm die In Fest 60 Grundstücke mit einer Fläche von insgesamt 4,5 Hektar in Anspruch.

## Bauweise

Beispiele für Regelbauten, die der Neckar-Enz-Stellung zur Anwendung kamen

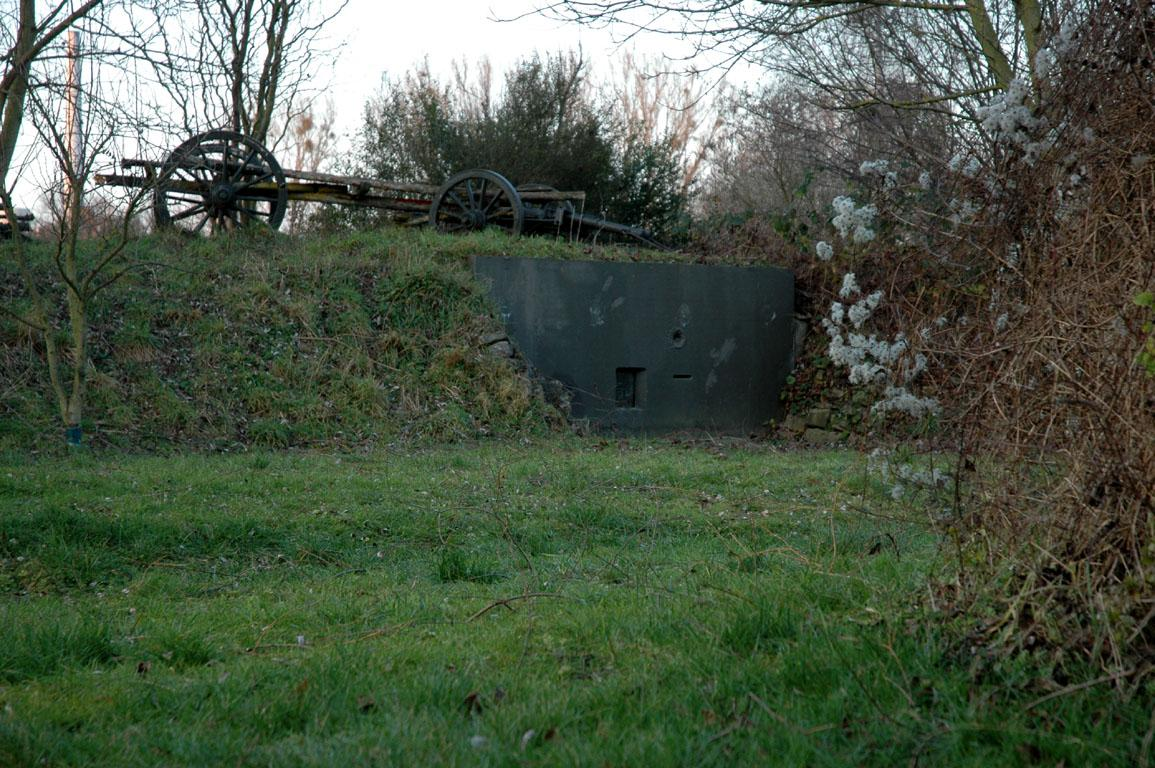
Schartenstand mit rekonstruierter Deckenplatte (Dez. 2008)

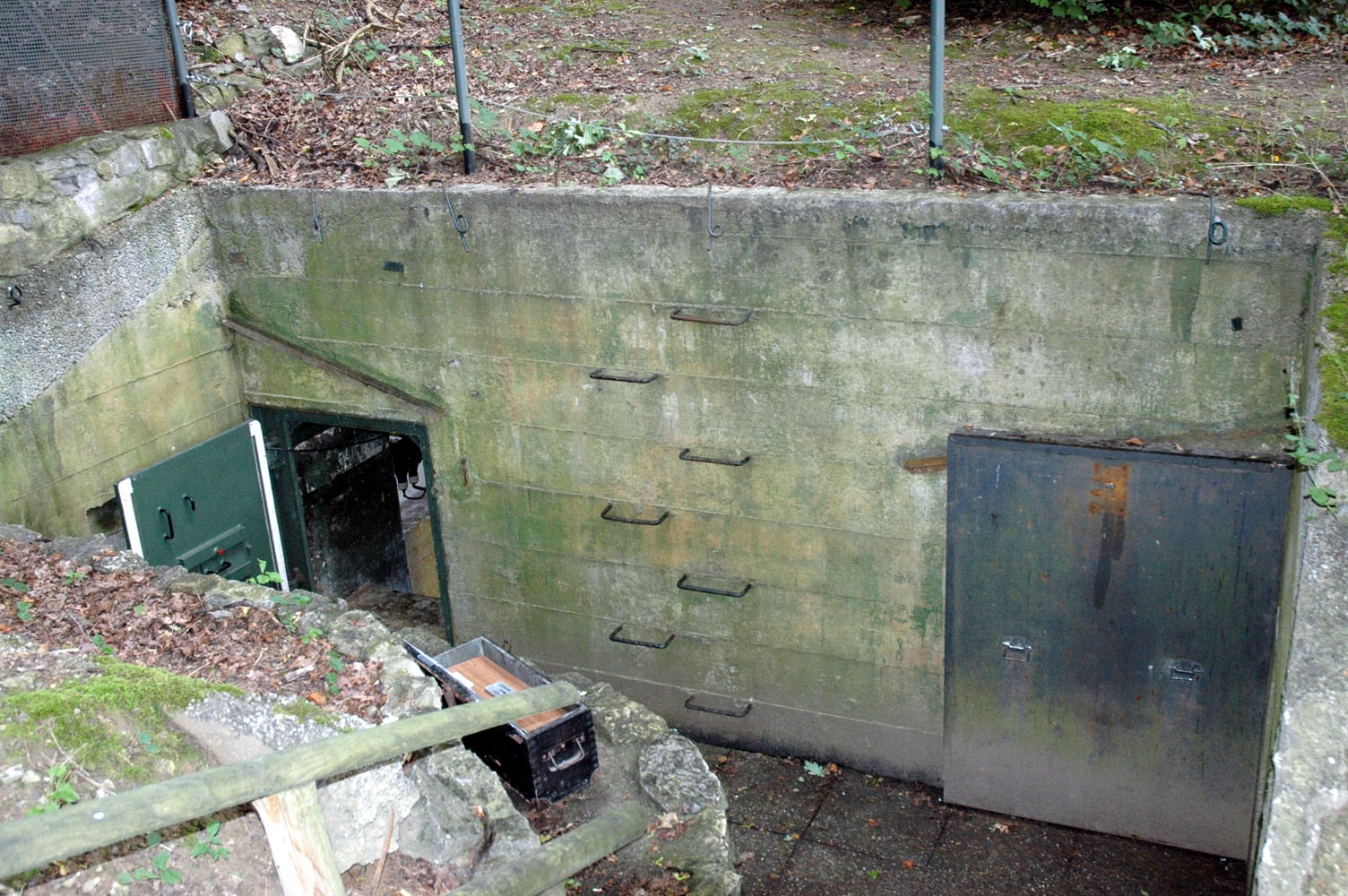
Bunkereingang und Bunkerhof von Bauwerk 346. Die am oberen Mauerrand erkennbaren Drahtschleifen dienten der Befestigung von Tarnnetzen

### Regelbauten
Um die Kosten möglichst niedrig zu halten und um Planung und Bau schnell voranzutreiben, entwickelte die In Fest so genannte Regelbauten und standardisierte Panzerteile. Regelbauten kamen auch bei den anderen Sperrstellungen der damaligen Zeit zur Anwendung, so auch in weiter entwickelter Form beim West- und beim Atlantikwall. Waren für besondere Geländesituationen keine Typen aus dem Regelbauprogramm verfügbar, gestattete die In Fest auch Sonderbauten. Die Kosten für einen Regelbau lagen je nach Typ zwischen 21.000 und 220.000 Reichsmark, dabei entfielen rund 10–20 % auf die schweren Stahl-Panzerteile.

#### MG-Schartenstände
Der am häufigsten gebaute Typ war der MG-Schartenstand. Er verfügte über eine 7,5 Tonnen schwere Schartenplatte für das schwere Maschinengewehr (sMG) und hatte eine Besatzung von 5 Mann. Eine Variante war der Schartenstand mit Deckenplatte, der sich durch seinen geringeren Aufzug besser in flaches Gelände einfügte. Schartenstände waren gegen Frontalbeschuss verwundbar und wurden daher immer flankierend eingesetzt. Die Variante des Doppel-Schartenstands umfasste zwei sMG-Kampfstände in einem Bauwerk.

#### Schartenpanzertürme
Frontales Feuer sollte aus den aufwändigeren Schartenpanzertürmen eröffnet werden. Solche Bauten verfügten über eine rund 16 t schwere Kuppel, die durch ihre Wölbung frontalen Beschuss ablenkte. Neben Drei-Scharten-Panzerständen entstanden auch fünf Sechs-Scharten-Panzerstände. Aus den Kuppeln dieser kampfstarken Bunker konnte mit je zwei sMG ein Rundum-Schussfeld bestrichen werden.

#### Unterstände und Kombinationen
Neben den Kampfständen entstanden auch die Unterstände für Reserven, Einheitsgruppen, Artilleriebeobachter und Kommandostellen weitgehend als Regelbauten. Oft wurden die Typen in einem Bauwerk miteinander kombiniert: Beispielsweise gab es im Typenprogramm den MG-Schartenstand mit Gruppe mit einer Besatzung von 18 Mann. Etwa zwei Drittel der Bunker waren Kampfstände oder Kampfstände mit Gruppe. 69 Bunker waren Unterstände.

#### Beobachter
Für die Kleinstglocken zur Infanteriebeobachtung war in den Schartenständen oder Unterständen jeweils ein eigener Beobachtungsraum vorgesehen. Unter der zwei Tonnen schweren Stahlkuppel mit vier Sehschlitzen befanden sich Optiken, über die der Beobachter von einem darunter stehenden Hocker das Feld überblicken konnte. Schwerstes Panzerteil des Regelbauprogramms war die Artilleriebeobachtungs-Panzerglocke mit einem Gewicht von 16 Tonnen. Direkt unter der 16 Zentimeter dicken Kuppel befanden sich sowohl ein Periskop als auch Winkeloptiken, darunter konnte der Beobachter auf einer drehbaren Plattform Position beziehen.

#### Bauweise
Durch eine sehr starke kubische Armierung der Regelbauten sollten Risse in Decken und Wänden durch Artilleriebeschuss verhindert werden. Die Decke der Bauten bestand aus parallel liegenden I-Trägern, in deren Zwischenräumen Stahlbleche lagen. Diese durchgehende Stahl-Überdeckung ersparte die Schalung der Decke während des Baus.
Das Programm der Regelbauten sah verschiedene Ausbaustärken vor. Kampfstände und Unterstände entstanden meist in der Stärke B1: Die einen Meter dicken Außenwände und die 80 Zentimeter dicke Decke waren gegen Waffen mit 21-cm-Kaliber sicher. Sperrstände hatten die Stärke C (Wanddicke 60 cm, Dicke der Decke: 50 cm, sicher gegen 15-cm-Kaliber). Da das maximale Kaliber mobiler Feldartillerie in der Mitte der 1930er Jahre bei 15 Zentimetern lag, wies die Neckar-Enz-Stellung damit eine beachtliche Stärke auf.
Die Ausbaustärke D kam nur für Scheinstellungen zum Einsatz, die Wand- und Deckenstärke betrug 30 cm. Da keine ständige Besetzung vorgesehen war, waren die Qualitätsansprüche niedriger, und als Baumaterial kamen neben Beton beispielsweise auch Bruchsteine zum Einsatz.

#### Tarnung
Großes Augenmerk beim Bau und bei der Wartung der Bunker galt der Tarnung. Oft lagen die Bunker hinter einer Böschung und waren zusätzlich durch Laub- oder Buschwerk getarnt. Besonders in Weinbergen bot sich eine Verblendung mit typischen Natursteinmauern an. Gelegentlich entstanden zur Tarnung Bauten auf den Bunkern, so beispielsweise in Lauffen am Neckar eine Tankstelle.
Die Bauten mussten in ihrer Erscheinung dem Umfeld angepasst werden, so dass die sichtbaren Teile nicht als Neubauten erkennbar waren. Daher mussten beispielsweise altes Holz und alte Steine als Verblendung verwendet werden. Aufgrund der Tarnung konnte auf weitere Luftabwehrmaßnahmen verzichtet werden.

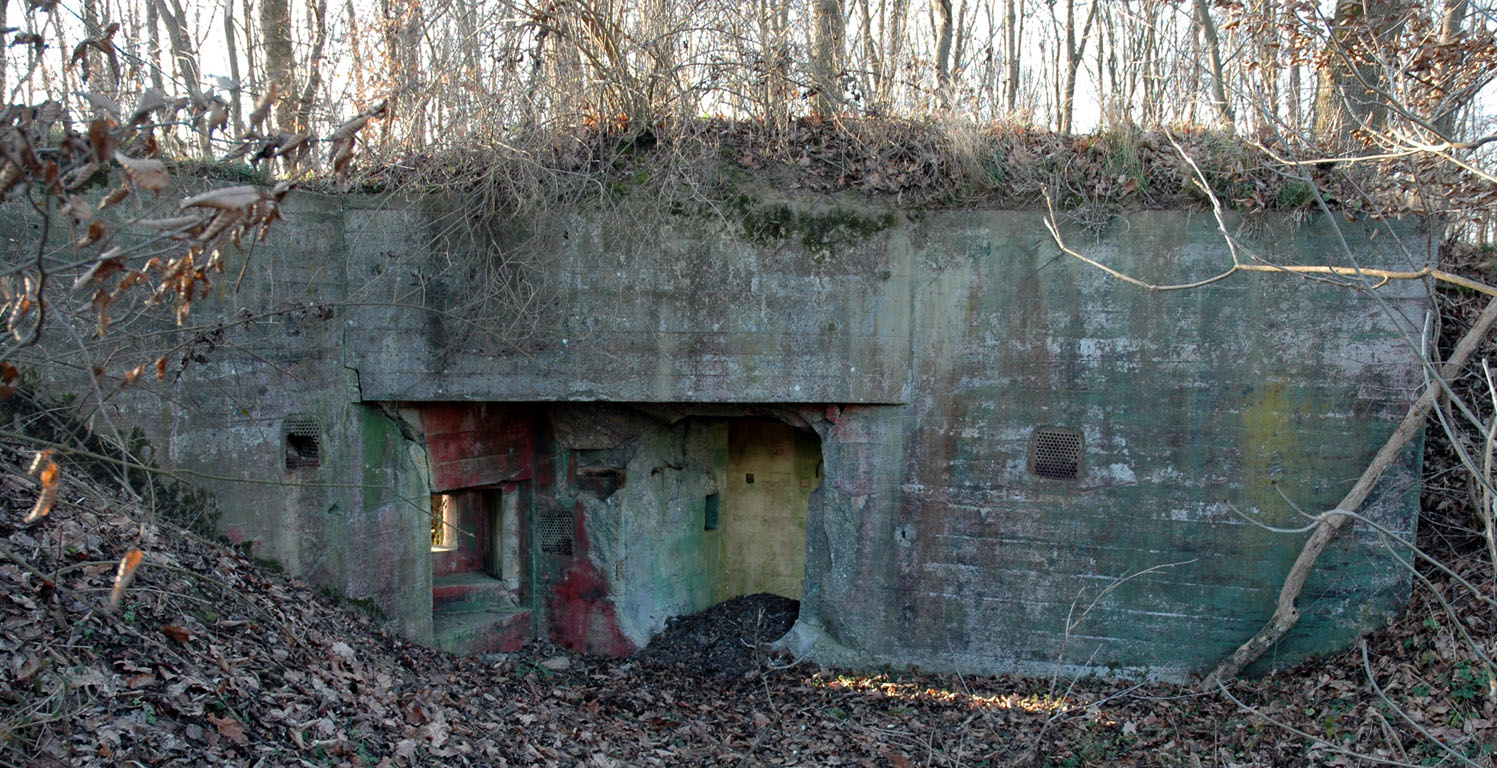
Eingang eines MG-Schartenstands, links die Eingangsverteidigung (Dez. 2008)

#### Grundrisse
In einigen Ausnahmefällen wurden Hohlgänge zu oder zwischen den Bunkern errichtet. Neben dem System an der Gundelsheimer Staustufe gab es einen Hohlgang zwischen dem Böttinger Tunnel der Neckartalbahn und einem Bunker an der Neckarspitze des Michaelsbergs und ein Hohlgangsystem unter dem Hohberg bei Unterriexingen – dies war die einzige Anlage, die über eine Wasserversorgung und sanitäre Anlagen verfügte.
Je nach Funktion der Bauten sah der Grundriss innerhalb der Bunker verschiedene Räume vor: Von der Eingangsöffnung gelangte die Besatzung in einen Vorraum. Umfasste sie mehr als acht Mann, waren aus Sicherheitsgründen zwei, möglichst weit auseinander liegende Eingangsöffnungen vorgesehen. In diesem Fall war der Vorraum rund 5 m² groß. Vom Vorraum war der Bereitschaftsraum zu erreichen. Dieser mit einer Fläche von rund 20 Quadratmetern größte Raum diente als Aufenthaltsraum für die Mannschaften. Gehörten zur Besatzung eines Bunkers auch höhere Ränge, fanden diese ihre Unterkunft in separaten, kleinen Zugführerräumen. Vom Bereitschaftsraum aus konnten – falls es sich um einen Kampfbunker handelte – die rund vier Quadratmeter großen Kampfräume erreicht werden, in denen sich jeweils ein Geschütz befand. Gab es in einem Bunker eine Beobachtungsglocke, war deren Raum ebenfalls an den Bereitschaftsraum angeschlossen.

### Bewaffnung
Die Besatzung der Neckar-Enz-Stellung sollte den Angreifer mit den üblichen Waffen der Infanterie bekämpfen. Daher waren die Kampfstände der Bunker für das schwere Maschinengewehr (sMG) vorbereitet: Lafetten-Untersetzkästen hinter den Schartenplatten und Schwenklafetten unter den Panzerkuppeln ermöglichten eine kurzfristige Montage. Die Gruppen sollten mit dem leichten Maschinengewehr in die Feldstellungen ausrücken. Für jeden Bunker und jede Feldstellung gab es vorbereitete Kampfanweisungen.
In den Eingangsöffnungen der Bunker befanden sich Scharten, über die die Besatzung den Bunker mit ihren Infanteriewaffen selbst verteidigen konnte. Wäre ein Angreifer bis in die Gasschleuse eingedrungen, konnten die Verteidiger diese immer noch mittels Scharten von den dahinter liegenden Räumen bestreichen. Ab 1936 wurden die meisten Bunker zusätzlich mit einer „flankierenden Anlage“ versehen. Dabei handelte es sich um einen kleinen Kampfstand, von dem aus der Bunkerhof bestrichen werden konnte.

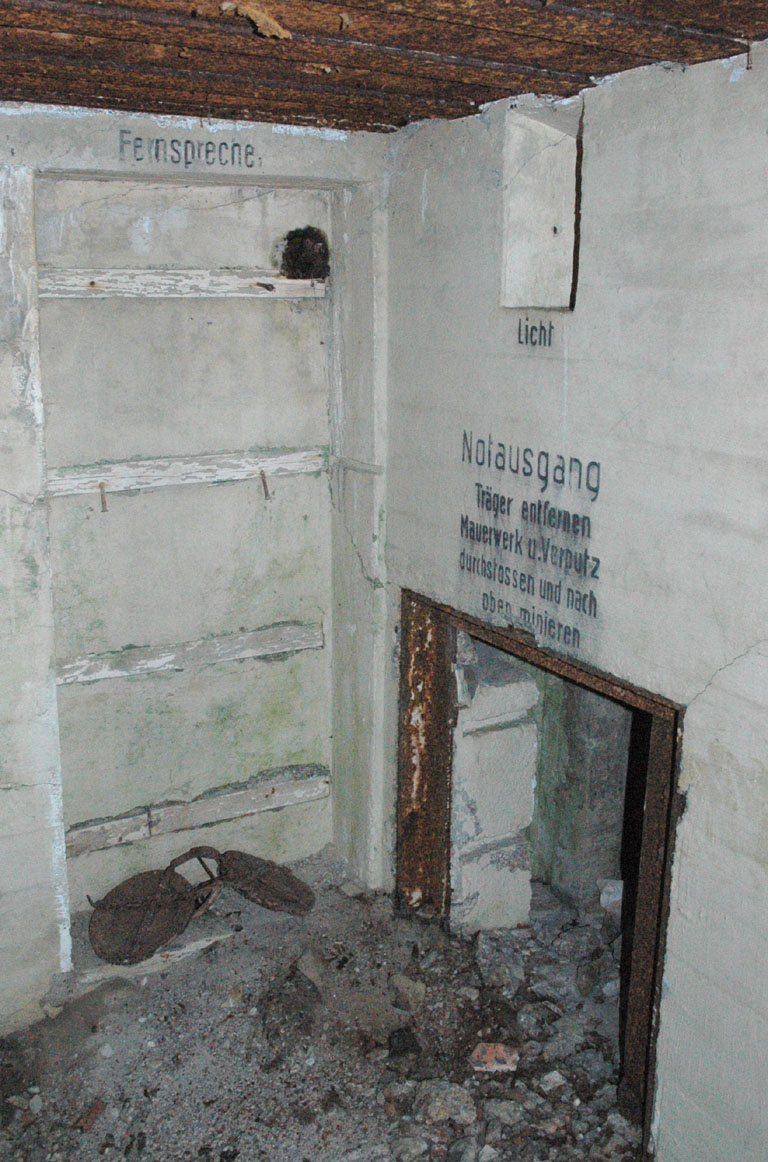
Überreste des Notausgangs im Bunker 97 (Dez. 2008)

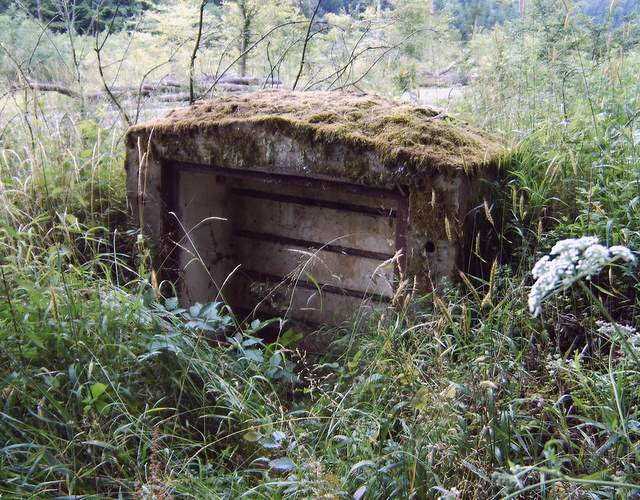
Typische Kabelsäule der Neckar-Enz-Stellung

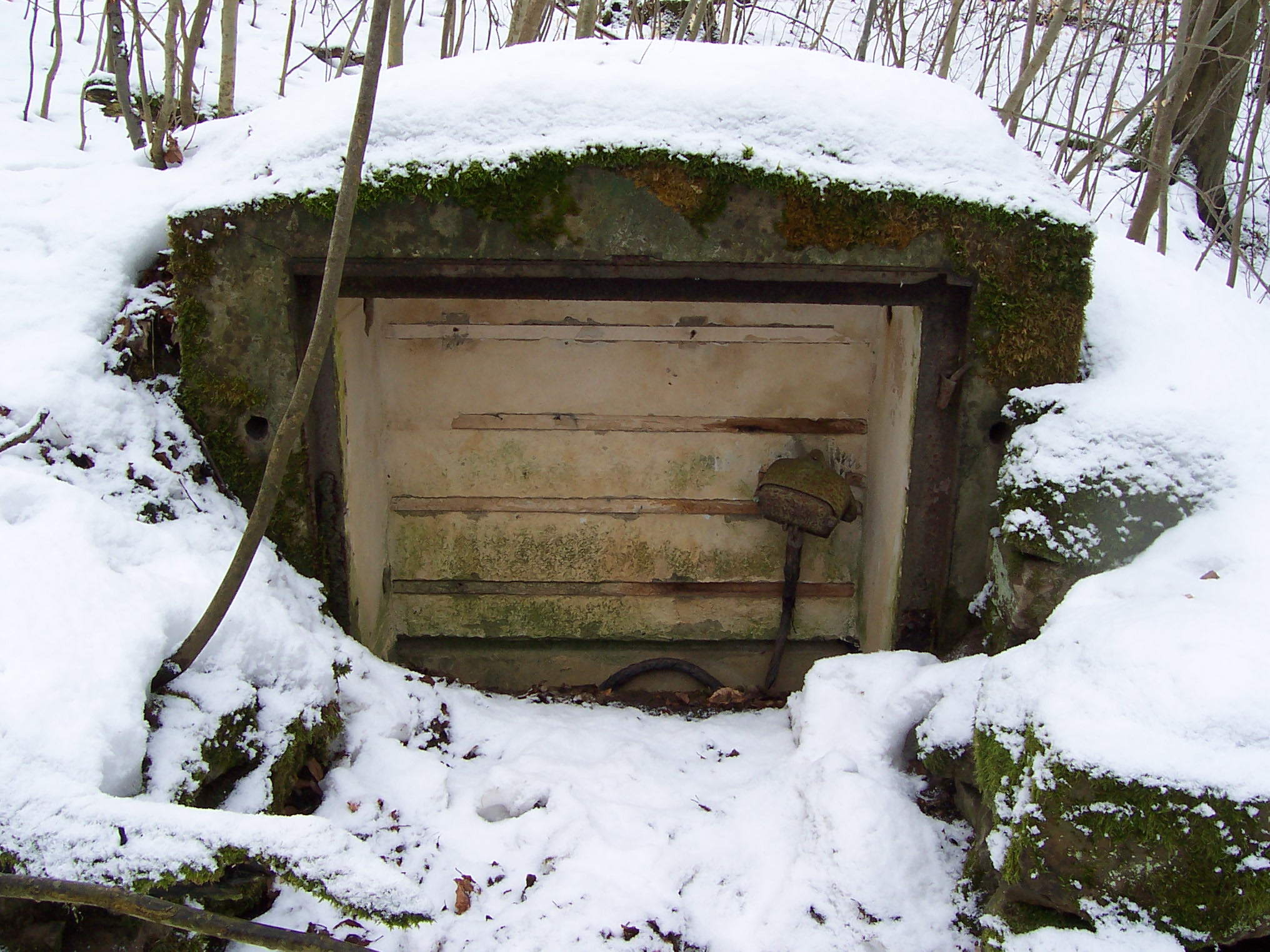
Verteilerdose in einer Kabelsäule

### Versorgung
Die Soldaten in den Bunkern mussten sich von außerhalb versorgen. Für die Verpflegung der Mannschaften gab es in den Bauten lediglich eine Notration und Wasservorräte. Trinkwasser musste mit Kanistern von im Vorfeld erkundeten Quellen geholt werden. Für die Körperpflege gab es einfache Waschschüsseln. Als Toiletten standen nur einfache, mit Torfmull gefüllte Komposttoiletten zur Verfügung.
Da bis auf wenige Ausnahmen kein elektrischer Strom zur Verfügung stand, mussten die Bunker mit Petroleum- oder Karbidlampen beleuchtet werden. Dafür waren in den Wänden Nischen vorgesehen.
Die Bunker mussten aufgrund der hohen Luftfeuchtigkeit und der meist niedrigen Temperaturen beheizt werden. Die Lösung befriedigte kaum: Die Heizung erfolgte über gasdichte Kohleöfen und Abzüge in den Wänden. Da die Rauchsäule die Bunker enttarnen konnte, musste der Ofen bei einem sich nahenden Angriff abgezogen und ins Freie gebracht werden.

### Weitere Ausstattung
Die Bunker waren mit einfachen Betten, Hängematten, Klapptischen und Klappstühlen möbliert. Bei den Betten handelte es sich um einfache Stahlrohr-Konstruktionen mit bis zu drei Liegeflächen übereinander. Tagsüber konnten die Betten an die Wand geklappt werden. Reichten sie nicht aus, konnten zusätzlich Hängematten aufgespannt werden. Aufgewalzte Tapetenmuster auf den Innenwänden kaschierten in den Bereitschaftsräumen den Beton.
Aufgrund der verheerenden Erfahrungen aus dem Gaskrieg während des Ersten Weltkrieges wurden für die Bunker der Neckar-Enz-Stellung Maßnahmen gegen Gasangriffe getroffen. Alle Öffnungen (Eingänge, und Scharten) konnten gasdicht verschlossen werden. Ein Belüftungssystem, bei dem mittels handbetriebener Lüfter die Außenluft angesaugt und über Papp- und Aktivkohlefilter geleitet worden wäre, hätte durch einen Überdruck zusätzlich dafür gesorgt, dass kein Gas eindringen konnte. Die Eingangsräume der Bunker waren als Gasschleusen angelegt. Ein Soldat hätte hier seine kontaminierte Kleidung in einem Schrank ablegen müssen und dann erst den Bereitschaftsraum betreten dürfen. In den Durchlässen zwischen den Kampfräumen und dem Bereitschaftsraum gab es ebenfalls kleine Gasschleusen.
Ein Novum der Regelbauten der Neckar-Enz-Stellung war der Notausgang. Wurden die Eingänge durch einen Angriff verschüttet, konnte die Besatzung die Anlage immer noch über diesen Fluchtweg verlassen. Dafür mussten die Soldaten im Bunker eine sich nach innen öffnende, 60 mal 80 cm große Tür öffnen, zwei Reihen I-Träger entfernen und eine von außen verputzte Backsteinmauer durchstoßen. Daher befand sich an der Außenmauer eine halbkreisförmige Betonröhre, die senkrecht zur Oberfläche führte. Die Besatzung musste die darin befindliche Sandfüllung ins Innere des Bunkers schaufeln und konnte dann über Tritte innerhalb der Röhre ins Freie steigen. Zusätzlich befand sich in jeder regulären Eingangsöffnung eine Notöffnung von der Größe eines Mannlochs, die bei Verschüttung der Eingänge nach innen geöffnet werden konnte.

### Nachrichtentechnik
Nach den Erfahrungen mit unzureichender Nachrichtentechnik, insbesondere in der ersten Phase des zurückliegenden Weltkrieges, aber auch bei Übungen in jenen Jahren, legte man großen Wert auf zuverlässige und für die Kommunikation ausreichend dimensionierte Nachrichtentechnik, so auch bei der Neckar-Enz-Stellung, für die ein eigenes Nachrichtennetz verlegt und geschaltet wurde. Wie schon in den zurückliegenden Jahrzehnten und später auch bei der Bundeswehr geschah dies in enger Kooperation mit dem staatlichen Fernmeldedienst, damals der Deutschen Reichspost (DRP). Postbautrupps verlegten etwa ein bis zwei Kilometer hinter der Linie und bevorzugt durch bewaldetes Gebiet eine Telefonleitung aus einem vieladrigen Telefonkabel mit Stahlmantel. Sie wurde zumindest an gefährdeten Stellen in zwei Meter Tiefe in einem Stahlrohr verlegt und durch die Bodenplatte in die Bunker geführt. Von den Bunkern liefen Leitungen zu Kabelsäulen, die – massiv aus Beton errichtet – auch heute noch häufig in der Umgebung der Stellung anzutreffen sind. Dort wurden sie mit dem Netz verschaltet. So konnte jeder Bunker mit den Nachbarbunkern und Kommandostellen Kontakt halten. Für die im Übungs- und Kriegsfall anzulegenden Feldstellungen wurde in den Armierungsschuppen Feldkabel vorgehalten. Für den Fall, dass höhere Kommandostäbe zu Übungs- und Kriegszwecken hinter der Neckar-Enz-Stellung eingerichtet wurden, musste die Reichspost dieses Netz mit dem zivilen Telefonnetz und anderen Militärnetzen zusammenschalten. Solche Schaltungen wurden besonders ab 1934 reichsweit geübt.

## Geschichtliche Bedeutung ab 1938

### Bau des Westwalls
In der Folge der Sudetenkrise kam die nationalsozialistische Regierung zur Einschätzung, dass ein Angriff gegen Deutschland aus dem Westen nun wahrscheinlicher sei als bislang angenommen. Zudem lag es nach der Aufkündigung des Versailler Vertrags durch den Einmarsch in das Rheinland nahe, das Deutsche Reich direkt entlang seiner Grenzen zu verteidigen. So entstand ab 1936 der Ettlinger Riegel und ab 1937 im Rahmen eines gigantischen Projekts der Westwall auf seiner vollen Länge von rund 630 Kilometern mit rund 18.000 Bauten.
Für die Neckar-Enz-Stellung bedeutete dies das Ende eines weiteren Ausbaus und bereits drei Jahre nach Baubeginn die strategische Aufgabe. Die Pionierstäbe 11 und 12 kamen bereits 1937 an den Westwall. Die gesamte Stellung wurde vom Stab 10 in Heilbronn betreut, 1938 kam auch er an den Westwall, und eine Festungsdienststelle Heilbronn übernahm die weitere Wartung. Im Sommer 1938 wurden die Armierungsschuppen aufgelöst, das eingelagerte Material sowie sämtliche Inneneinrichtungen der Bunker mussten binnen drei Tagen an den Westwall überführt werden. Beim Ausbruch des Zweiten Weltkriegs wurde die Neckar-Enz-Stellung nicht besetzt.
Nach Ende des Westfeldzugs gab das Oberkommando des Heeres (OKH) per Befehl vom 25. Juli 1940 den Westwall und auch die Neckar-Enz-Stellung als Verteidigungsanlagen entlang der bisherigen Westgrenze auf. Alle noch vorhandenen Einrichtungsgegenstände mussten bis Ende 1942 zu Gunsten des Atlantikwalls ausgebaut werden. Bis zum Frühjahr 1941 waren auch alle Panzer- und Drahthindernisse abzubauen, um dringend benötigte landwirtschaftliche Flächen freizugeben. Dafür kamen neben dem Personal der Festungsinspektionen auch Kriegsgefangene und Privatunternehmen zum Einsatz.
Im Januar 1943 wurde auch die Behörde in Heilbronn aufgelöst, womit die Stellung verwaiste. Angesichts des Rohstoffmangels während des Kriegs wurden 1943 bis 1944 rund 80 % der Fernsprechkabel ausgegraben, womit der mögliche Nutzen der Neckar-Enz-Stellung weiter sank.

### Zweiter Weltkrieg
Fast vier Jahre lang wurden die Bunker nicht militärisch genutzt, doch bei Luftangriffen boten sie der Zivilbevölkerung Schutz. Die Nutzung als Luftschutzbunker musste gesondert beantragt werden und wurde in der Regel zugelassen. Die kleinen Eingangsöffnungen der Bunker verhinderten, dass in größerem Umfang Güter eingelagert werden konnten.

#### Herannahen der Front
Als gegen Ende 1944 abzusehen war, dass die Front in absehbarer Zeit das deutsche Kernland erreichen würde, befahl das Oberkommando des Heeres am 23. Oktober 1944 die Wiederherstellung der Neckar-Enz-Stellung mit ihrer vollen Verteidigungsbereitschaft bis zum 10. April 1945. Zuvor angestellte Überlegungen für eine Nutzung des nördlichen Abschnitts und Bau einer neuen Stellung entlang des Westhangs des Heuchelbergs stellten sich angesichts der Verhältnisse als nicht realisierbar heraus. Entsprechend einem Bericht vom 14. Dezember 1944 traten beim Versuch, die Bunker wieder einsatzbereit zu machen, zahlreiche Probleme auf: Die Untersetzkästen waren nur mit dem Maschinengewehr MG 34 kompatibel, inzwischen verfügten die Truppen aber über das MG 42. Die Optiken der Beobachtungskuppeln mussten wieder eingebaut werden, für die Bunker gab es keine passenden Betten, Lüfter und Öfen mehr, sonstiges Mobiliar musste provisorisch gezimmert werden. Außerdem stockte die Anlieferung des benötigten Materials durch die akuten Transport- und Personalengpässe.
Andererseits attestierte die Inspektion für Festungen der Stellung im März 1945 nach Begutachtung einen guten baulichen Zustand und eine gute Tarnung. Die Verteidigungsbereitschaft sei bis zum 10. April zu 50 bis 60 % gegeben.
In die Reichweite der Front geriet die Neckar-Enz-Stellung, als amerikanische Truppen am 22./23. März bei Oppenheim den Rhein überschritten und ihren Brückenkopf rasch erweitern konnten: Am 25. März nahmen sie Darmstadt ein, überschritten die Wetterau-Main-Tauber-Stellung bei Aschaffenburg und fielen damit in den Rücken der Neckar-Enz-Stellung. Die deutsche Führung plante zunächst, eine neue Verteidigungslinie entlang der ausgebauten Stellungen zu errichten, also unter Verwendung der Neckar-Enz-Stellung und der Sperrlinie Odenwald–Miltenberg. Am 30. März fiel Heidelberg in amerikanische Hände.
Im Norden wurden diese Pläne durch den schnellen Vorstoß des Gegners im Odenwald gegenstandslos: Bereits in den letzten Märztagen durchquerten die Amerikaner ohne großen Widerstand den Odenwald in östlicher Richtung, der nördliche Teil Badens bis zur Tauber fiel am 30. und 31. in ihre Hände. Die Amerikaner konnten nun östlich des Neckars, also im Rücken der Neckar-Enz-Stellung, weiter nach Süden vorrücken. Wegen dieser Entwicklung musste der gesamte nördliche Abschnitt der Stellung bis zur Jagst-Mündung aufgegeben werden. Gundelsheim wurde nach heftigem Artilleriebeschuss von den Verteidigern verlassen und am 2./3. April von Norden her besetzt. Ebenfalls am 3. April erreichten die Angreifer auf der anderen Neckarseite, vom Kraichgau kommend, Neckargartach gegenüber von Heilbronn. Das übrige Gebiet westlich des Neckars und nördlich der Enz wurde relativ rasch bis zum 8./9. April besetzt, südlich des Heuchelbergs von französischen Truppen, die am 31. März bei Germersheim und bei Speyer den Rhein überschritten hatten, mit dem Ziel, Karlsruhe und Stuttgart einzunehmen und damit Frankreich eine gleichberechtigte Position bei der Aufteilung des Deutschen Reichs in Besatzungszonen zu sichern.

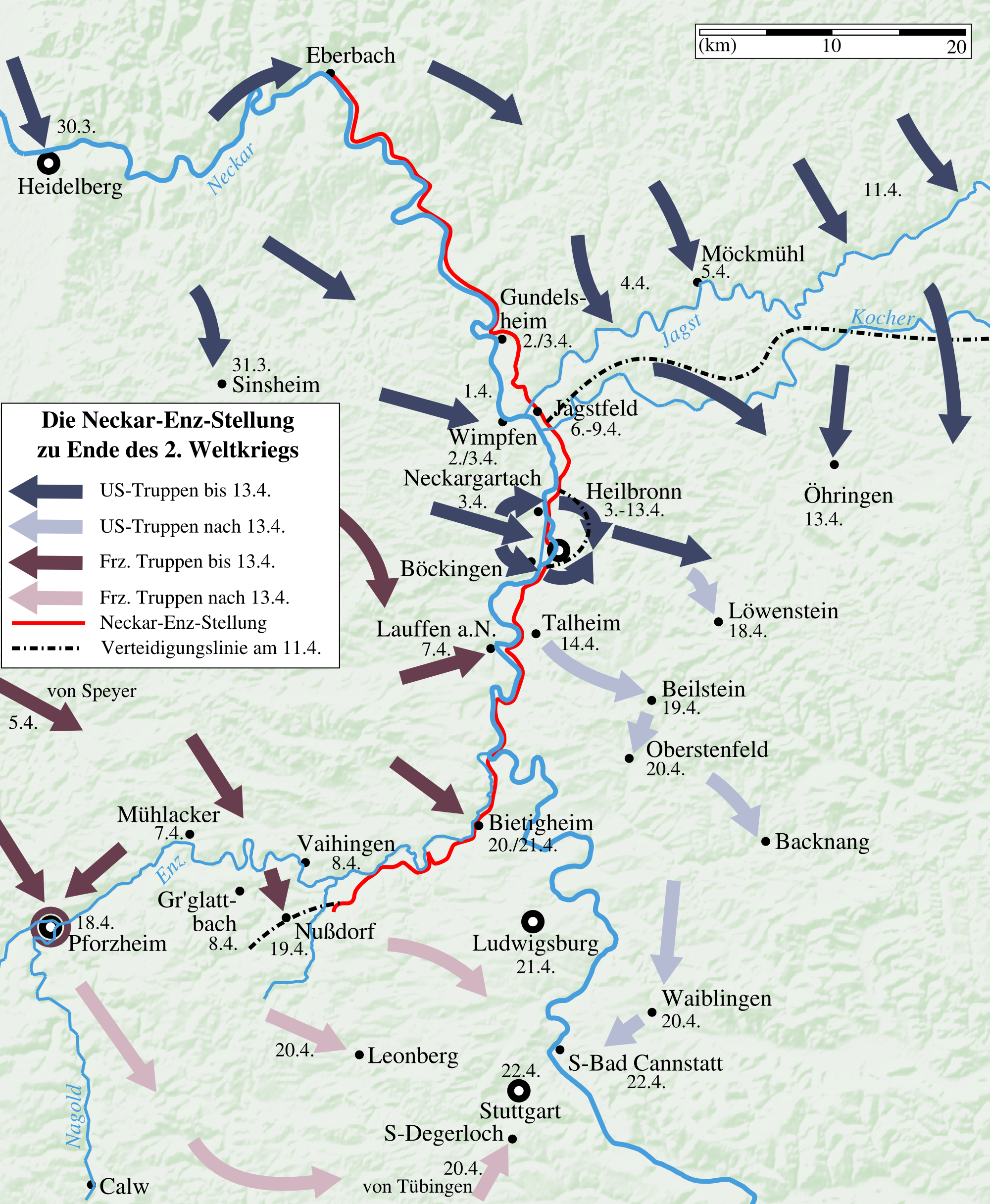
Alliierter Einmarsch im April 1945 entlang der Neckar-Enz-Stellung

#### Kampfhandlungen entlang der Neckar-Enz-Stellung
War der Vormarsch für die Alliierten vom Rhein bis dorthin recht reibungslos verlaufen, so kam er entlang einer Linie entlang von Enz, Neckar und Jagst ins Stocken. Die deutschen Truppen hatten unter Einbeziehung der Neckar-Enz-Linie eine neue Stellung entlang dieser Flüsse bezogen und verteidigten diese hauptsächlich mit Infanterie und einigen Sturmgeschützen, die gelegentlich durch Artillerie unterstützt wurden. Die Bunker der Neckar-Enz-Stellung kamen dabei nur gelegentlich zum Einsatz:

„[…] Neckar und Enz […] sind durch eine lineare Bunkerfront, die ‚Neckar-Enz-Stellung‘ mit M.G.-Schartenständen und einigen Kommandobunkern befestigt worden. Diese Stände entsprechen nicht mehr den Anforderungen angesichts der neuzeitlichen Waffenwirkung. Den meisten Soldaten ist das Vorhandensein dieser Linie nicht bekannt. So wird sie nur in seltenen Fällen ausgenützt. […]“

Beim Kampf um Heilbronn konnte der Gegner seine große Überzahl an Panzern aufgrund der gesprengten Brücken kaum einsetzen. Als die Amerikaner dies einsahen, schickten sie die 10. US-Panzerdivision von Heilbronn in die Taubergegend, die dort einen Vorstoß nach Crailsheim unternahm, von dem sie sich jedoch nach einigen Tagen zurückziehen musste (Schlacht um Crailsheim).
Größere Kampfhandlungen entlang der Neckar-Enz-Stellung gab es an drei Abschnitten: an der Kocher-Jagst-Mündung, in Heilbronn und um Nußdorf, südwestlich von Enzweihingen.

##### Jagst- und Kocher-Mündung
Die Mündungen von Kocher und Jagst wurden von Teilen der 17. SS-Panzergrenadier-Division „Götz von Berlichingen“ verteidigt, die sich der von Norden angreifenden amerikanischen 63. Infanteriedivision sowie Teilen der 100. Infanteriedivision gegenübersahen. Die Verteidiger bezogen zunächst Stellungen in Jagstfeld sowie auf den Höhen zwischen Jagst und Kocher, wobei sie auch die dortigen Bunker besetzten. Obwohl die Amerikaner zahlenmäßig klar überlegen waren, Panzer einsetzen konnten und dem Ort mit heftigem Artilleriefeuer und Luftangriffen zusetzten, kostete es sie vier Tage und beträchtliche Verluste, Jagstfeld im Kampf von Haus zu Haus einzunehmen; die Kämpfe dauerten vom 6. bis zum 9. April. Kochendorf wurde vier Tage später nach dem Rückzug der Verteidiger infolge der Situation in Heilbronn eingenommen.

##### Heilbronn
Heilbronn, das durch den Luftangriff vom 4. Dezember bereits weitgehend zerstört war, wurde von zusammengewürfelten Resten der Wehrmacht gegen Teile der 100. Infanteriedivision verteidigt, die Kämpfe dort dauerten vom 3. bis zum 13. April. Die Angreifer bildeten zunächst einen Brückenkopf am Salzwerk im Norden der Stadt, wo sie den Widerstand am 6. April brechen konnten. Durch Beschuss aus den Höhen der Weinberge und aus den Bunkern der Neckar-Enz-Stellung konnten deutsche Truppen ein Vorwärtskommen zunächst verhindern. Ein zweiter Brückenkopf entstand am 5. April weiter südlich bei der Innenstadt und an den Knorr-Werken; in diesem Bereich fanden besonders zähe und erbitterte Häuserkämpfe statt. Erst nachdem es den Amerikanern am 8. April gelungen war, eine Pontonbrücke über den Neckar zu bauen (dies war zuvor von der deutschen Artillerie auf den Höhen um Heilbronn herum verhindert worden), konnten Panzer in den Kampf eingreifen. Dies führte zur Vereinigung der Brückenköpfe und entschied letztlich den Kampf. Die letzten Gefechte wurden am 12. April um die Kasernen im Süden der Stadt geführt.

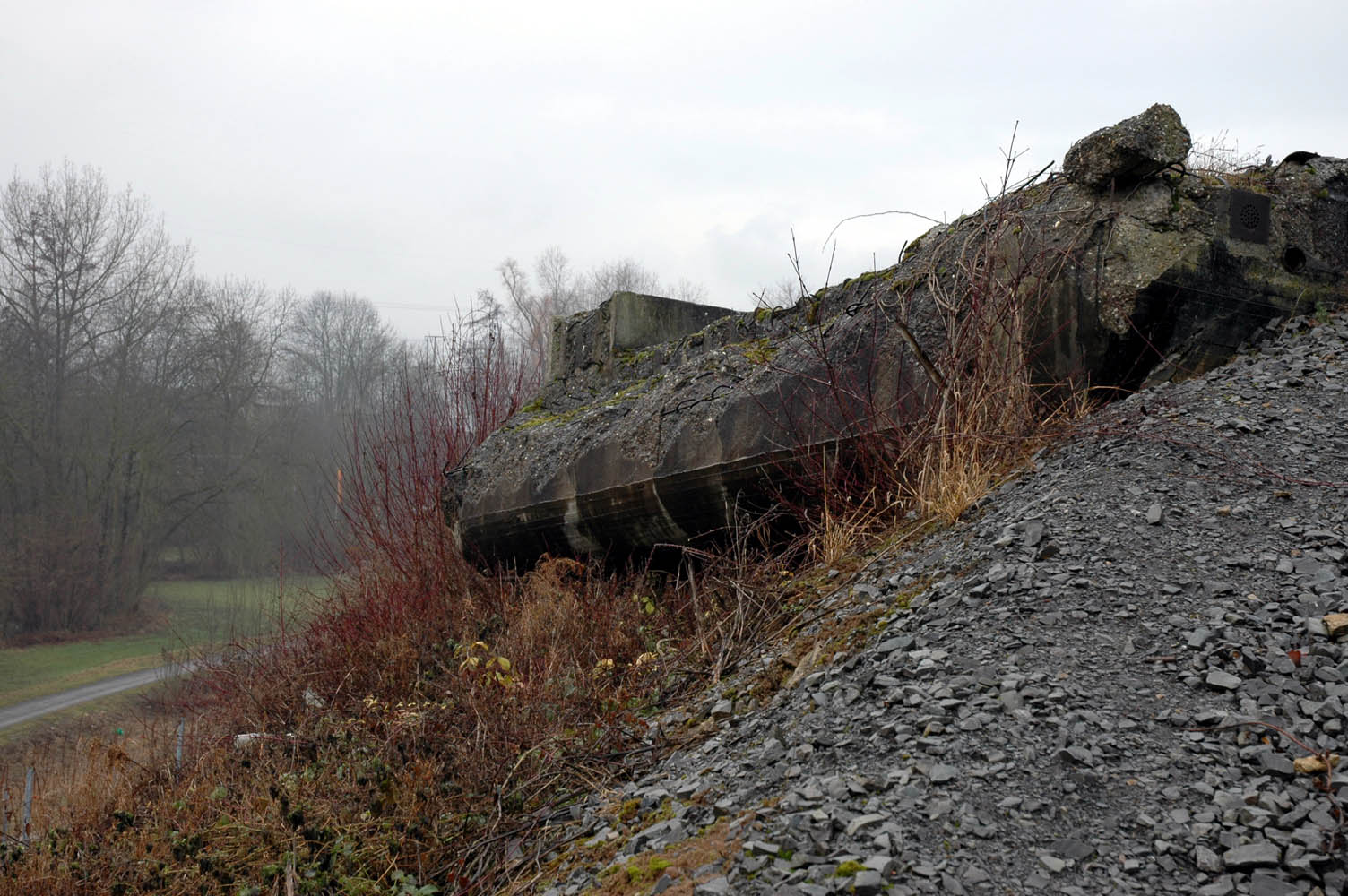
Reste des Bunkers 238 oberhalb der Schozach am Rauhen Stich bei Talheim (Dez 2007)

Nach der Eroberung von Heilbronn gingen die Amerikaner nach Süden durch das Schozachtal auf Talheim vor. Bei einem Gefecht vor Talheim am 13. April konnten die deutschen Soldaten sie nochmals aufhalten, hierbei kamen wahrscheinlich die Bunker am Ausgang des Schozachtals zum Einsatz. Die dortigen Stellungen wurden jedoch in der darauf folgenden Nacht aufgegeben. Im weiteren Verlauf führten die Verteidiger hauptsächlich hinhaltende Rückzugsgefechte, bis die Amerikaner am 20. April das Bottwartal erreicht hatten. Von hier konnten sie innerhalb von zwei Tagen nach Bad Cannstatt vorstoßen.

##### Entlang der Enz
Am südwestlichen Rand der Neckar-Enz-Stellung standen sich Deutsche und Franzosen gegenüber. Letztere hatten sich am 7./8. April in Mühlacker den Übergang über die Enz erkämpft. Noch am 8./9. April wurden Großglattbach, Aurich und Pinache besetzt, die Infanterieangriffe auf die höher gelegenen Orte der Platte (insbesondere Serres, Nußdorf, Wiernsheim) scheiterten aber unter hohen Verlusten. Die Angreifer begnügten sich daher zunächst damit, diese Orte mit Artillerie und Luftangriffen zu belegen, die schwere Zerstörungen verursachten, insbesondere in Nußdorf, das zu drei Vierteln zerstört wurde. Erst nach dem Fall von Pforzheim machten die Angreifer an diesem Frontabschnitt wieder Fortschritte, Nußdorf wurde schließlich am Abend des 19. April von ihnen eingenommen. Dieser Vorgang führte zur Aufgabe der Enzlinie. Bereits drei Tage später konnten die Franzosen kampflos in Stuttgart einrücken, zeitgleich mit den Amerikanern am anderen Neckarufer.
Zwischen Heilbronn und Nußdorf war es in dieser Zeit weitgehend ruhig geblieben. In Besigheim und Bietigheim hatten die Franzosen am 9. April jeweils die Westhälfte der Stadt besetzt, die Deutschen zogen sich nach Sprengung der Brücken in die Osthälfte zurück. Die Kampfhandlungen beschränkten sich jedoch weitgehend auf Artillerieduelle, bei denen die deutsche Seite von Stellungen feuerte, die für die Neckar-Enz-Stellung vermessen worden waren. Als am 12. April die Franzosen die männliche Bevölkerung Bietigheims nach Kleinsachsenheim abtransportierten, hielten die deutschen Soldaten auf der anderen Enzseite diese für eine französische Kolonne und beschossen sie mit Artillerie. Dabei kamen nach unterschiedlichen Angaben 19  bis 25  Zivilisten ums Leben.

#### Zusammenfassung
Die Stellungen entlang von Neckar und Enz waren für die alliierten Truppen das letzte ernsthafte Hindernis bei der Eroberung Süddeutschlands und führten dazu, dass die Alliierten in ihrem Abschnitt zwölf Tage lang aufgehalten wurden. Bis zum 20. April hatten sie weiter nordöstlich bereits Nürnberg erobert und die Saale erreicht, für die relativ kurze Distanz von Heilbronn nach Stuttgart jedoch 19 Tage gebraucht. Der Rest Württembergs und auch Bayern wurden demgegenüber in nur wenigen Tagen besetzt, München bereits am 30. April erreicht, nur acht Tage nach Stuttgart. Angesichts der materiellen Unterlegenheit der deutschen Truppen zu diesem Zeitpunkt konnten diese Kämpfe das endgültige Ende jedoch nur um wenige Tage hinauszögern.

### Nach Kriegsende
Die verbliebenen Bunker wurden von den Alliierten ab 1947 geschleift, meist, indem ein Sprengsatz im Bunkerinneren an einer stabilen Außenmauerecke platziert und gezündet wurde. Die Folge war, dass die Bunkerdecke abriss, sich meist in der Luft drehte und dann mit der Innenseite nach oben, oft auch geknickt oder gefaltet, auf Teile der Bunkeranlage zurückfiel. Innerhalb von Ortschaften war eine vollständige Sprengung oft nicht möglich, so dass nur eine Teilsprengung in Frage kam. Dennoch kam es zu Schäden, da die Bevölkerung oft nicht ausreichend informiert wurde. Einige Bunker in der Nähe von Häusern wurden, falls eine Sprengung zu gefährlich erschien, zugeschüttet oder mit Beton vergossen. Vereinzelt wurden auch Bunker vergessen, nicht gefunden, oder der Sprengversuch war erfolglos.

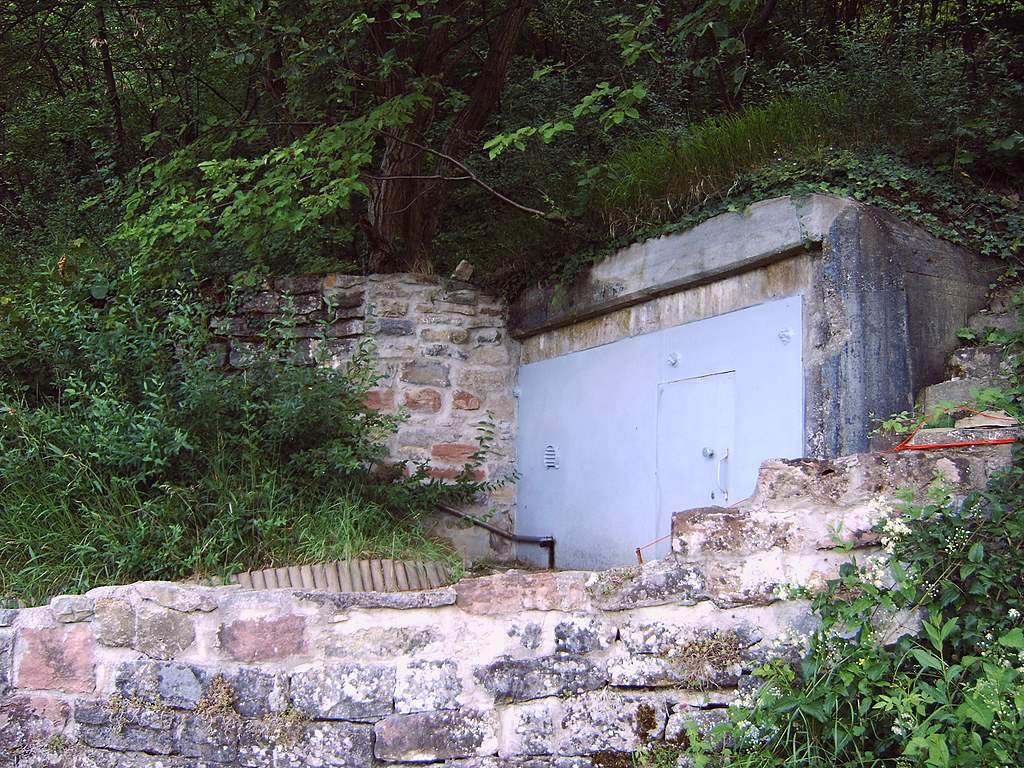
Bunker 44 bei Gundelsheim
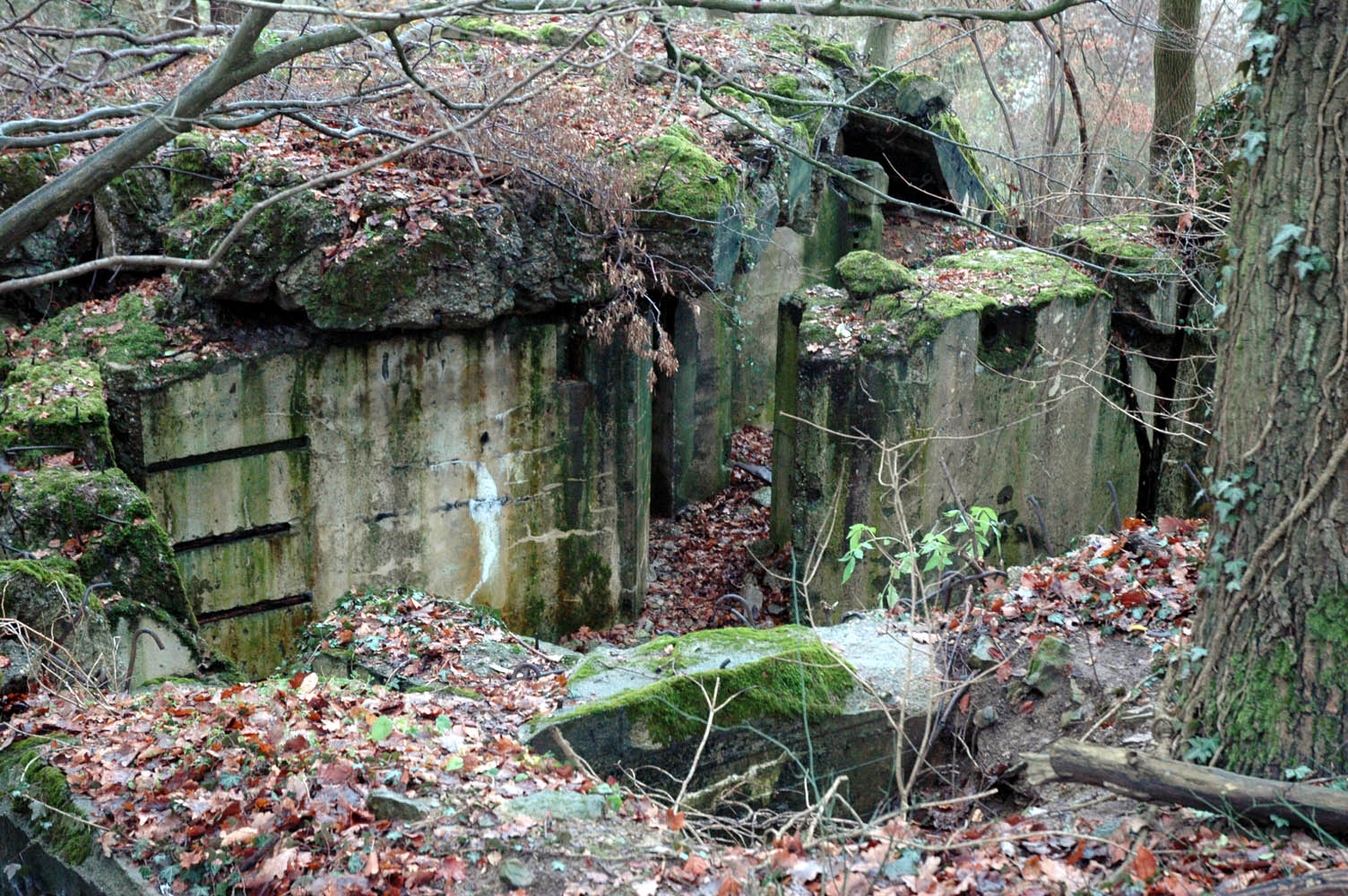
Reste des Bunkers 65 bei Gundelsheim, der Durchgang in der Mitte verband den Gruppenraum (vorne) mit den MG-Ständen. (Dez. 2007)
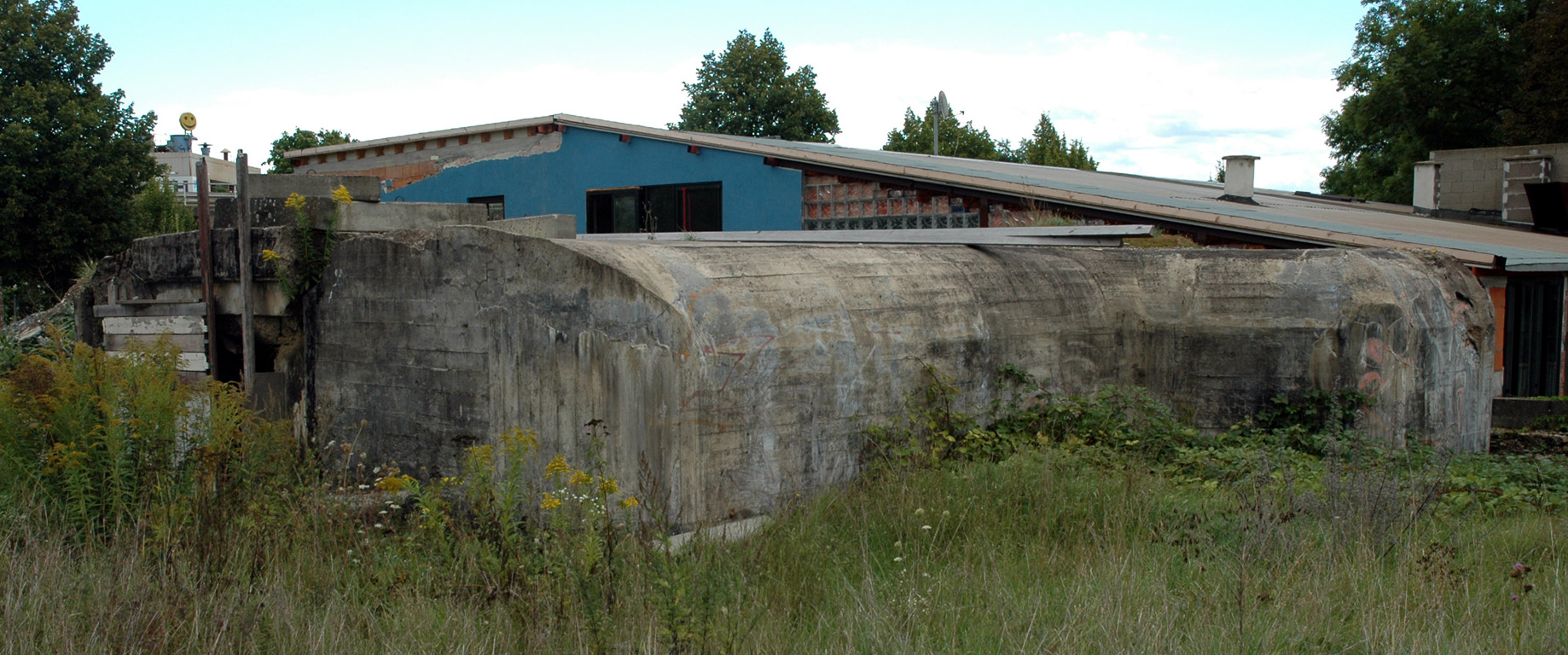
Ruine des Bunkers 153 am Bad Friedrichshaller Hauptbahnhof (Sept. 2008)
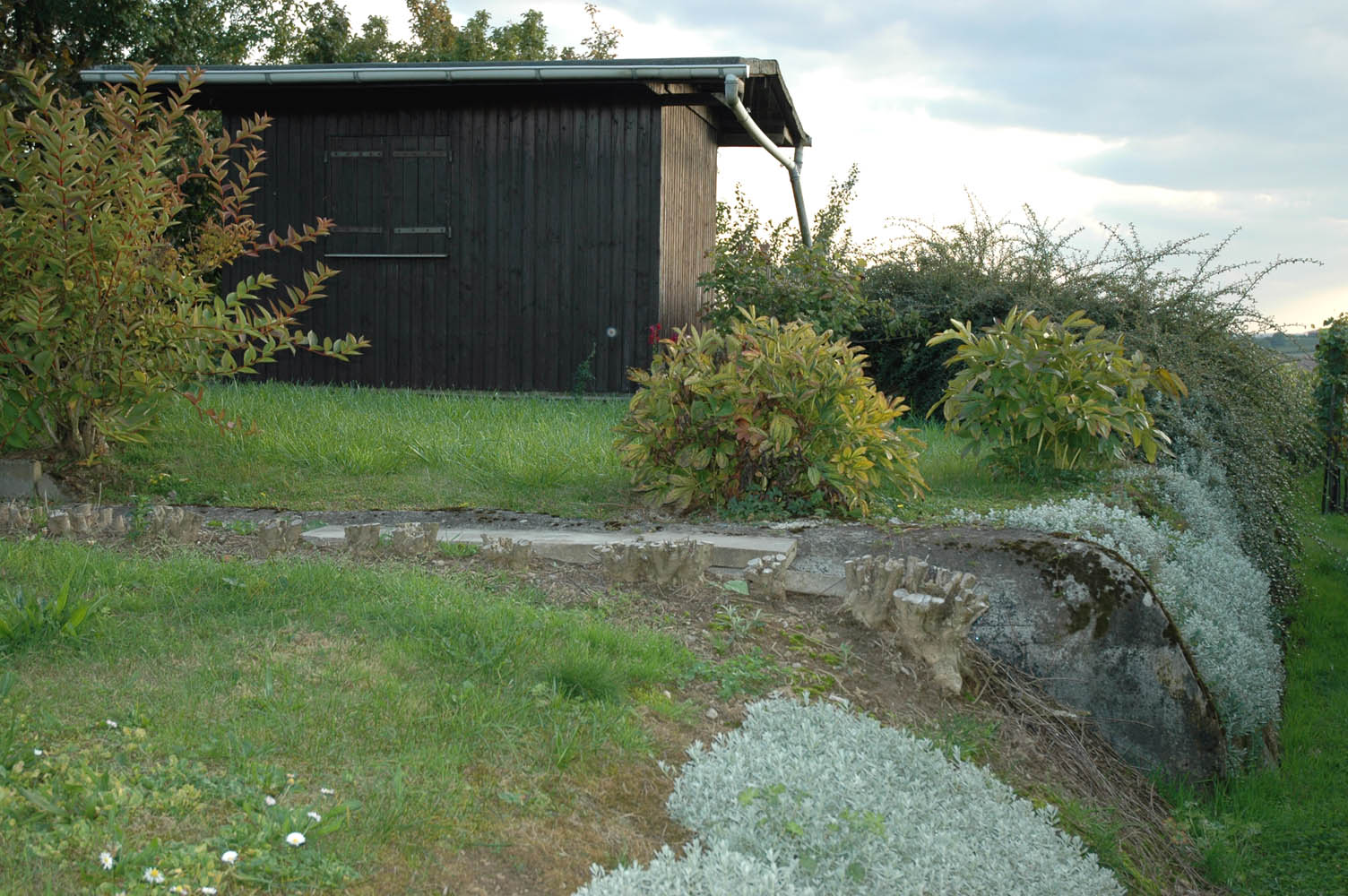
Weinberghäuschen mit Rest des Bunkers 244 als Sockel bei Horkheim (Sept. 2007)

Die Bunker-Ruinen lieferten der Bevölkerung wertvolles Material für den Wiederaufbau, besonders der Stahl war begehrt: Türen, Schartenplatten, Kuppeln und Stahlträger wurden entfernt und fanden meist den Weg zum Schrotthändler. Ab 1950 ließ die Bundesvermögensverwaltung, nun Eigentümer der Neckar-Enz-Stellung, die noch vorhandenen Panzerteile wie Schartenplatten oder Kuppeln ausbauen und verschrotten. 1952 begann sie, die Grundstücke mit den Bunker-Überresten an die alten Eigentümer zurückzuübertragen. Gelegentlich funktionierten diese besser erhaltene Bunker zu Lagerräumen oder ähnlichem um.
Öfters kam es durch eine schlechte Absicherung der Bunker-Reste zu Unfällen. Bei Baumaßnahmen oder Flurbereinigungen verschwanden viele Ruinen nach und nach. Zahlreiche Überreste einstiger Bunker können allerdings noch entlang der östlichen Hänge von Neckar und Enz vorgefunden werden. Sie gelten heute als Teil der „Sachgesamtheit Westwall“ als Kulturdenkmale.
Ein Bauwerk am Steilhang der Enz in Bissingen konnte nicht gesprengt werden, da es an einem Bahngleis lag. Es wurde durch den Arbeitskreis Bunkerforschung des Geschichtsvereins Bietigheim-Bissingen ab 1999 freigelegt und dokumentiert heute als Museumsbunker die Geschichte der Neckar-Enz-Stellung. Der in den Enzwiesen nördlich von Bietigheim gelegene Bunker 302 befand sich in der Nähe eines Brunnens für die Bietigheimer Wasserversorgung und blieb daher ebenfalls erhalten. Er wurde durch eine private Gruppe von der Stadt Bietigheim-Bissingen gepachtet und kann im Rahmen von öffentlichen Führungen besichtigt werden.